# Donald Trump
Donald John Trump (phát âm tiếng Anh: /ˈdɒnəld d͡ʒɒn trʌmp/ ⓘ; sinh ngày 14 tháng 6 năm 1946) là một chính trị gia và doanh nhân, ông hiện là Tổng thống Hoa Kỳ. Ông từng là Tổng thống thứ 45 của Hoa Kỳ từ năm 2017 đến năm 2021. Ông tái đắc cử trong cuộc bầu cử tổng thống 2024 và trở thành Tổng thống thứ 47 và đương nhiệm của Hoa Kỳ từ năm 2025.
Trump sinh ra và lớn lên ở Queens, một quận của Thành phố New York, theo học Đại học Fordham trong hai năm và nhận bằng cử nhân kinh tế của Trường Wharton thuộc Đại học Pennsylvania. Ông trở thành chủ tịch công ty kinh doanh bất động sản của cha mình vào năm 1971, sau đó đổi tên công ty thành Tổ chức Trump và mở rộng hoạt động từ Queens và Brooklyn sang Manhattan. Công ty chuyên xây dựng và cải tạo các tòa nhà chọc trời, khách sạn, sòng bạc và sân gôn. Trump sau đó đã bắt đầu nhiều dự án phụ khác nhau, chủ yếu bằng việc cấp phép tên của mình. Ông mua lại quyền sở hữu ba cuộc thi sắc đẹp là Hoa hậu Hoàn vũ, Hoa hậu Hoa Kỳ và Hoa hậu Tuổi Teen Hoa Kỳ vào năm 1996 và đã bán nó vào năm 2015. Trump và các doanh nghiệp của ông bị liên đới tới hơn 4.000 bang và liên bang hành động pháp lý, trong đó có sáu lần tuyên bố phá sản. Ông đã sản xuất và dẫn chương trình The Apprentice, một loạt phim truyền hình thực tế, từ năm 2003 đến năm 2015. Tính đến  năm 2020, Forbes ước tính giá trị tài sản ròng của Trump là 2,1 tỷ USD.
Các quan điểm chính trị của Trump được mô tả là theo chủ nghĩa dân túy, chủ nghĩa bảo hộ và chủ nghĩa dân tộc. Ông tham gia cuộc đua tổng thống năm 2016 với tư cách là một đảng viên Cộng hòa và giành chiến thắng bất ngờ trước ứng cử viên Đảng Dân chủ Hillary Clinton, mặc dù ông đã thua số phiếu phổ thông. Ông trở thành tổng thống Mỹ nhiệm kỳ đầu tiên lớn tuổi nhất, và là người đầu tiên chưa từng làm qua các vị trí quân sự hoặc chính phủ trước đó. Cuộc bầu cử và các chính sách của ông đã gây ra nhiều cuộc phản đối. Trump đã đưa ra nhiều tuyên bố sai lệch hoặc gây hiểu lầm trong chiến dịch tranh cử và nhiệm kỳ tổng thống của mình. Các tuyên bố đã được ghi lại bởi những người kiểm tra thực tế và các phương tiện truyền thông đã mô tả rộng rãi hiện tượng này là chưa từng có trong chính trị Mỹ. Nhiều bình luận và hành động của Trump đã được mô tả là mang tính chủng tộc hoặc phân biệt chủng tộc.
Trong nhiệm kỳ tổng thống của mình, Trump đã ra lệnh cấm đi lại đối với công dân từ một số quốc gia đa số theo đạo Hồi, với lý do lo ngại về an ninh; sau những thách thức pháp lý, Tòa án Tối cao đã giữ nguyên bản sửa đổi lần thứ ba của chính sách. Ông đã ban hành một gói cắt giảm thuế cho các cá nhân và doanh nghiệp, bãi bỏ hình phạt ủy nhiệm bảo hiểm y tế cá nhân. Ông bổ nhiệm Neil Gorsuch, Brett Kavanaugh và Amy Coney Barrett vào Tòa án Tối cao. Về chính sách đối ngoại, Trump đã theo đuổi chương trình nghị sự Nước Mỹ trên hết, rút Mỹ khỏi các cuộc đàm phán thương mại Đối tác xuyên Thái Bình Dương, Thỏa thuận Paris về biến đổi khí hậu và thỏa thuận hạt nhân Iran. Ông đã áp đặt thuế nhập khẩu gây ra cuộc chiến thương mại với Trung Quốc, rút quân đội Mỹ khỏi miền bắc Syria và gặp gỡ ba lần để đàm phán hòa bình với nhà lãnh đạo Triều Tiên Kim Jong-un, nhưng các cuộc đàm phán về phi hạt nhân hóa đã đổ vỡ vào năm 2019. Trump cũng công nhận Jerusalem là thủ đô của Israel và làm trung gian cho hiệp định hòa bình Israel – Các Tiểu vương quốc Ả Rập Thống nhất, các chính sách khiến một số người gọi ông là Tổng thống Hoa Kỳ thân Israel nhất trong lịch sử.
Một cuộc điều tra của luật sư đặc biệt do Robert Mueller dẫn đầu cho thấy Trump và chiến dịch tranh cử của ông hoan nghênh và khuyến khích Nga can thiệp vào cuộc bầu cử tổng thống năm 2016 với niềm tin rằng điều đó sẽ có lợi về mặt chính trị, nhưng không tìm thấy đủ bằng chứng để buộc tội ông đã liên minh với Nga. Mueller cũng đã điều tra Trump về tội cản trở công lý, nhưng báo cáo của ông không kết tội cũng như minh oan cho Trump về tội danh đó. Sau khi Trump trưng cầu cuộc điều tra của đối thủ chính trị Ukraine (Joe Biden, người sau này trở thành đối thủ của ông trong cuộc bầu cử tổng thống năm 2020), Hạ viện đã luận tội ông vào tháng 12 năm 2019 vì tội lạm dụng quyền lực và cản trở Quốc hội. Thượng viện đã tuyên bố trắng án cho cả hai tội danh này vào tháng 2 năm 2020.
Vào cuối nhiệm kỳ, Trump phản ứng chậm trễ trước đại dịch COVID-19; ông đã hạ thấp mối đe dọa, phớt lờ và không lưu ý đến nhiều khuyến nghị từ các quan chức y tế, và quảng bá thông tin sai lệch về các phương pháp điều trị chưa được chứng minh và tính sẵn có của xét nghiệm. Trump tái tranh cử trong cuộc bầu cử tổng thống Hoa Kỳ năm 2020, đại diện cho Đảng Cộng hòa, và thua cử sau Joe Biden, ứng cử viên của Đảng Dân chủ. Những người ủng hộ Trump cho rằng cuộc bầu cử đã có gian lận, dẫn tới Bạo loạn tại Điện Capitol Hoa Kỳ 2021 khi những người ủng hộ Trump xông vào phá hoại và chiếm giữ một phần trụ sở Quốc hội Mỹ. Sau vụ việc, Tổng thống Trump bị đề nghị luận tội vào ngày 13 tháng 1 năm 2021, khiến ông là Tổng thống Mỹ duy nhất từng bị luận tội hai lần.

## Tiểu sử

### Thời niên thiếu
Trump sinh ngày 14 tháng 6 năm 1946, tại bệnh viện Jamaica ở quận Queens, thành phố New York. Cha của ông là Frederick Christ Trump, một nhà phát triển bất động sản sinh ra ở Bronx có cha mẹ là người Đức nhập cư. Mẹ ông là bà nội trợ gốc Scotland Mary Anne MacLeod Trump. Trump lớn lên ở khu dân cư Jamaica Estates của Queens và theo học tại Trường Kew-Forest từ mẫu giáo đến lớp bảy.  Năm 13 tuổi, ông đăng ký vào Học viện Quân sự New York, một trường nội trú tư nhân. Năm 1964, ông nhập học tại Đại học Fordham. Hai năm sau, ông chuyển đến Trường Wharton của Đại học Pennsylvania. Trong lúc đang học ở Wharton, ông đã làm việc tại doanh nghiệp của gia đình, Elizabeth Trump & Son. Ông tốt nghiệp vào tháng 5 năm 1968 với bằng Cử nhân kinh tế. Hồ sơ của Trump được đăng trên The New York Times năm 1973 và 1976 báo cáo sai rằng ông đã tốt nghiệp đầu tiên trong lớp của mình tại Wharton, nhưng ông chưa bao giờ được trường này vinh danh. Năm 2015, luật sư Michael Cohen của Trump đã đe dọa Đại học Fordham và Học viện Quân sự New York bằng hành động pháp lý nếu họ tiết lộ hồ sơ học tập của Trump.

#### Hoãn nhập ngũ
Khi còn học đại học, Trump đã nhận được bốn lần hoãn dự thảo của sinh viên. Năm 1966, ông được xác nhận là đủ tiêu chuẩn để tham gia nghĩa vụ quân sự dựa trên cuộc kiểm tra sức khỏe, vào tháng 7 năm 1968, một hội đồng quân dịch địa phương đã xếp ông vào diện đủ điều kiện để phục vụ. Vào tháng 10 năm 1968, ông được hoãn về mặt y tế và được xếp loại 1-Y (không đủ tiêu chuẩn để làm nhiệm vụ trừ trường hợp khẩn cấp quốc gia). Năm 1972, ông được phân loại lại 4-F do xương cựa, khiến ông bị loại vĩnh viễn. Vào năm 2015, Trump cho biết việc trì hoãn là vì một cái xương ở bàn chân của ông, nhưng không thể nhớ là bàn chân nào.

### Gia đình

#### Cha mẹ và anh em
Fred Trump bắt đầu làm việc trong lĩnh vực bất động sản với mẹ Elizabeth khi mới 15 tuổi, sau khi cha ông Friedrich qua đời trong trận đại dịch cúm năm 1918. Đến năm 1926, công ty của họ, " E. Trump & Son ", đã hoạt động tại các quận Queens và Brooklyn của New York. Nó sẽ phát triển để xây dựng và bán hàng chục nghìn ngôi nhà, doanh trại và căn hộ. Fred tự nhận là người Thụy Điển trong bối cảnh tình cảm chống Đức bùng lên từ Thế chiến thứ hai; Donald Trump cũng tuyên bố di sản Thụy Điển cho đến năm 1990. Mẹ của Trump là Mary Anne MacLeod sinh ra ở Scotland. Fred và Mary kết hôn năm 1936 và cùng gia đình lớn lên ở Queens. Trump lớn lên với ba anh chị em  –  Maryanne, Fred Jr. và Elizabeth  –  và em trai Robert.

#### Vợ con

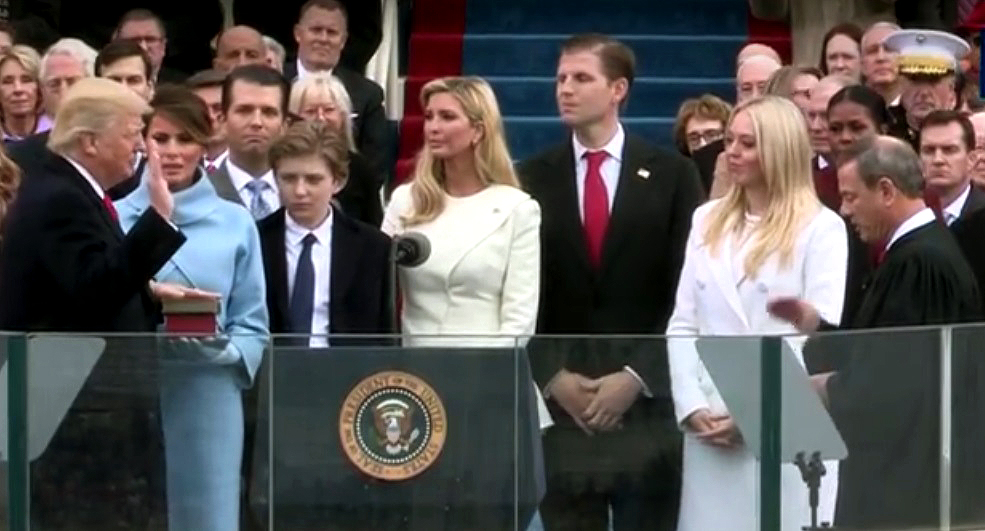
Trump được Chánh án John Roberts tuyên thệ nhậm chức tổng thống vào ngày 20 tháng 1 năm 2017. Từ trái qua: Trump, vợ Melania, và các con Donald Jr., Barron, Ivanka, Eric và Tiffany.

Năm 1977, Trump kết hôn với người mẫu Séc Ivana Zelníčková. Họ có ba người con, Donald Jr (sinh năm 1977), Ivanka (sinh năm 1981) và Eric (sinh năm 1984), và mười cháu. Ivana trở thành công dân Hoa Kỳ nhập tịch vào năm 1988. Cặp đôi ly hôn vào năm 1992, sau cuộc tình của Trump với nữ diễn viên Marla Maples. Maples và Trump kết hôn năm 1993  và có một con gái, Tiffany (sinh năm 1993). Họ ly dị vào năm 1999, và Tiffany được Marla nuôi dưỡng ở California. Năm 2005, Trump kết hôn với người mẫu Slovenia Melania Knauss. Họ có một con trai, Barron (sinh năm 2006). Melania nhập quốc tịch Hoa Kỳ vào năm 2006.

### Tôn giáo
Trump xác định là tín đồ của Giáo hội Trưởng lão. Ông đã đi học trường Chúa nhật và được xác nhận vào năm 1959 tại Nhà thờ Trưởng lão Đầu tiên ở Jamaica, Queens. Vào những năm 1970, cha mẹ anh gia nhập Nhà thờ Marble Collegiate ở Manhattan, thuộc Nhà thờ Cải cách. Mục sư tại Marble, Norman Vincent Peale, phục vụ gia đình Trump cho đến khi Peale qua đời vào năm 1993. Trump đã mô tả Peale như một người cố vấn. Năm 2015, sau khi Trump nói rằng ông tham dự lễ hội Marble, nhà thờ đã công khai tuyên bố rằng ông "không phải là thành viên tích cực" của nhà thờ. Vào tháng 11 năm 2019, Trump đã bổ nhiệm mục sư cá nhân của mình, nhà truyền hình Paula White, vào Văn phòng Liên lạc Công chúng của Nhà Trắng.

### Sức khỏe và lối sống
Trump là người kiêng rượu. Ông nói rằng chưa bao giờ hút thuốc lá hoặc cần sa. Trump thích đồ ăn nhanh và ẩm thực Pháp. Ông nói rằng ông thích ngủ ba đến bốn tiếng mỗi đêm. Trump đã gọi chơi gôn là "môn thể thao chính của mình", mặc dù ông thường không đi bộ trong sân. Ông coi tập thể dục là một sự lãng phí năng lượng, vì ông tin rằng cơ thể "giống như một cục pin, với một lượng năng lượng hữu hạn" bị cạn kiệt khi tập thể dục.
Vào tháng 12 năm 2015, Harold Bornstein, người từng là bác sĩ riêng của Trump từ năm 1980, đã viết rằng Trump sẽ "là người khỏe mạnh nhất từng được bầu vào chức vụ tổng thống" trong một bức thư do chiến dịch tranh cử của Trump phát hành. Vào tháng 5 năm 2018, Bornstein cho biết Trump đã đọc chính tả nội dung của bức thư và ba đặc vụ của Trump đã xóa hồ sơ y tế của ông vào tháng 2 năm 2017 mà không có sự cho phép hợp lệ.
Vào tháng 1 năm 2018, bác sĩ Nhà Trắng Ronny Jackson cho biết Trump có sức khỏe tốt và kết quả đánh giá tim mạch của ông không có vấn đề gì. Một số bác sĩ tim mạch bên ngoài nhận xét rằng mức cholesterol LDL năm 2018 của Trump là 143 không cho thấy sức khỏe tuyệt vời. Vào tháng 2 năm 2019, sau một cuộc kiểm tra mới, bác sĩ Nhà Trắng Sean Conley cho biết Trump có "sức khỏe tổng thể rất tốt", mặc dù ông bị béo phì về mặt lâm sàng. Điểm số chụp CT calci mạch vành năm 2019 của Trump cho thấy ông mắc một dạng bệnh động mạch vành phổ biến ở nam giới da trắng ở độ tuổi của Trump.
Trump đã nhập viện do nhiễm COVID-19 vào ngày 2 tháng 10 năm 2020, và được điều trị bằng thuốc kháng vi-rút remdesivir, steroid dexamethasone, và một loại thuốc kháng thể thử nghiệm chưa được phê duyệt của Regeneron. Ông được xuất viện vào ngày 5 tháng 10.

### Tài sản
Năm 1982, Trump được liệt kê trong danh sách đầu tiên của Forbes về những cá nhân giàu có vì có cổ phần ước tính của gia đình ông giá trị ròng khoảng 200 triệu đô la. Những thua lỗ tài chính của ông trong những năm 1980 đã khiến ông bị loại khỏi danh sách từ năm 1990 đến 1995. Trong bảng xếp hạng tỷ phú năm 2020, Forbes ước tính giá trị tài sản ròng của Trump là 2,1 USD tỷ  (thứ 1.001 trên thế giới, thứ 275 ở Mỹ)  khiến ông trở thành một trong những chính trị gia giàu nhất trong lịch sử Hoa Kỳ và là tỷ phú tổng thống Mỹ đầu tiên. Trong ba năm kể từ khi Trump tuyên bố tranh cử tổng thống vào năm 2015, Forbes ước tính giá trị tài sản ròng của ông đã giảm 31% và xếp hạng của ông giảm 138 bậc. Khi nộp các biểu mẫu tiết lộ tài chính bắt buộc lên Ủy ban Bầu cử Liên bang vào tháng 7 năm 2015, Trump đã tuyên bố tài sản ròng khoảng 10 tỷ đô la; tuy nhiên, các số liệu của FEC không thể chứng thực ước tính này vì chúng chỉ cho thấy mỗi tòa nhà lớn nhất của ông có giá trị trên 50 triệu đô la, mang lại tổng tài sản trị giá hơn 1,4 tỷ đô la và nợ hơn 265 triệu đô la.

## Sự nghiệp kinh doanh
Khi Trump tốt nghiệp đại học, tổng tài sản của ông đạt khoảng 200.000 USD (1.021.000 USD theo thời giá 2016). Ông khởi nghiệp tại công ty bất động sản của cha mình, Elizabeth Trump & Son, nơi tập trung chủ yếu vào mảng nhà cho thuê dành cho giới trung lưu tại các quận Brooklyn, Queens và Staten Island của Thành phố New York. Trong những năm học đại học, một trong những dự án đầu tiên của Trump là việc hồi sinh tổ hợp căn hộ Swifton Village ở Cincinnati, Ohio, được cha ông mua lại với giá 5,7 triệu USD năm 1962. Fred và Donald Trump đều tham gia vào dự án, nâng mật độ dân cư của 1.200 căn hộ từ 34% lên 100% với khoản đầu tư 500.000 USD. Trump quản lý 14.000 căn hộ của công ty ở Brooklyn, Queens và Staten Island. Năm 1972, The Trump Organization bán Swifton Village với giá 6,75 triệu USD.
Năm 1971, Trump tới Manhattan, tham gia vào những dự án xây dựng lớn hơn và áp dụng các thiết kế kiến trúc hấp dẫn để thu hút sự chú ý của công chúng. Trump bắt đầu nhận được sự chú ý vào năm 1973, khi ông bị Bộ Tư pháp Hoa Kỳ cáo buộc đã vi phạm Đạo luật Nhà ở Công bằng trong quá trình quản lý 39 tòa nhà. Trump cáo buộc ngược lại Bộ Tư pháp nhắm vào ông vì công ty ông lớn, ép ông phải cho những đối tượng đang hưởng trợ cấp thuê nhà. Trump dàn xếp xong vụ kiện vào năm 1975, nói rằng ông hài lòng vì phán quyết đã không "ép The Trump Organization cho các đối tượng đang nhận trợ cấp thuê nhà, trừ khi họ đạt đủ điều kiện như những người khác".
Trump có quyền chọn được mua và lập kế hoạch phát triển tài sản của một công ty vận tải đã phá sản Penn Central. Hợp đồng bao gồm sân ga Phố 60 dọc Sông Hudson – sau này được phát triển thành khu Riverside South – và khu đất xung quanh Grand Central Terminal mà Trump đã mua với giá 60 triệu USD và không phải đặt cọc. Sau này, với khoản ưu đãi giảm thuế 40 năm từ chính quyền Thành phố New York, ông đã biến khách sạn đã phá sản Commodore cạnh Grand Central thành Grand Hyatt và lập nên The Trump Organization.
Trump từng đề xuất xây Trung tâm Hội nghị Jacob K. Javits theo dự kiến của Thành phố New York trên sân ga Phố 30 của Penn Central. Trump ước tính rằng công ty của mình có thể hoàn thành dự án với 110 triệu USD, nhưng trong khi chính quyền thành phố đồng ý với đề xuất của Trump, họ từ chối lời mời thầu và thay vào đó Trump nhận một khoản phí môi giới từ việc bán tài sản. Việc sửa chữa sân băng Wollman (khánh thành năm 1955) ở Công viên Trung tâm được tiến hành vào năm 1980 với thời gian dự kiến là hai năm, nhưng tới năm 1986 vẫn chưa xong. Trump tiếp quản dự án mà không cần thành phố chi trả thêm bất cứ khoản nào và hoàn thành trong ba tháng với chi phí 1,95 triệu USD, ít hơn ngân sách ban đầu 750.000 USD.
Năm 1988, Trump mua lại Taj Mahal Casino sau một thương vụ với Merv Griffin và Resorts International, dẫn tới một khoản nợ lớn nên tới năm 1989, Trump không có khả năng trả các khoản vay. Mặc dù ông tìm được các khoản vay mới và gia hạn việc trả lãi, nợ ngày một nhiều khiến công ty của Trump phá sản vào năm 1991. Ngân hàng và các chủ trái phiếu bị thiệt hại hàng trăm triệu USD nhưng lựa chọn việc tái cấu trúc lại nợ. Taj Mahal thoát khỏi phá sản vào ngày 5 tháng 10 năm 1991 khi Trump nhượng lại 50 phần trăm cố phần ở sòng bạc cho các chủ trái phiếu ban đầu để đổi lấy mức lãi suất thấp hơn cho các khoản nợ và kéo dài thời gian đáo hạn. Ông cũng bán đi công ty hàng không làm ăn kém hiệu quả Trump Shuttle và du thuyền dài 85m Trump Princess của mình. Những năm cuối của thập kỉ 1990 chứng kiến sự phục hồi về mặt tài chính của Trump. Năm 1999, cha của Trump sau khi mất đã chia đều cho bốn người con còn sống của mình mỗi người từ 250–300 triệu USD.
Năm 2001, Donald Trump khánh thành Trump World Tower, tòa cao ốc dân sinh 72 tầng đối diện Trụ sở Liên Hợp Quốc. Ông cũng bắt tay vào xây dựng Trump Place, tổ hợp văn phòng dọc Sông Hudson. Trump sở hữu mặt bằng kinh doanh tại Trump International Hotel & Tower, tòa nhà phức hợp 44 tầng (khách sạn và chung cư) tại Bùng binh Columbus. Trump cũng sở hữu hàng trăm nghìn mét vuông bất động sản hạng nhất tại Manhattan.
Trump đã cho thuê tên và hình ảnh của mình trong nhiều dự án bất động sản. Có ít nhất hai dự án bất động sản mang thương hiệu Trump đã bị tịch biên. Chủ sở hữu người Thổ Nhĩ Kỳ của Trump Towers Istanbul, người đã mua quyền sử dụng tên của Trump, vào tháng 12 năm 2015 được cho là đã tìm các biện pháp pháp lý để chấm dứt mối liên hệ sau khi Trump kêu gọi cấm người Hồi giáo nhập cảnh vào Mỹ.
Năm 2015, Forbes ước tính tài sản của Trump là 4 tỉ USD. Tháng 6 năm 2015, Business Insider công bố bản báo cáo tài chính ngày 30 tháng 6 năm 2014 được cung cấp bởi Trump. Bản báo cáo đưa ra con số tổng tài sản 8,7 tỉ USD. Trong số đó, 3,3 tỉ USD đến từ "Hợp đồng cho thuê Thương hiệu Bất động sản, Thương hiệu và các Phát triển gắn với Thương hiệu", mà Business Insider mô tả rằng "[chứng tỏ] Trump định giá bản thân mình 3,3 tỉ USD".

## Các khoản đầu tư và kinh doanh

### Bất động sản

#### Trump Tower

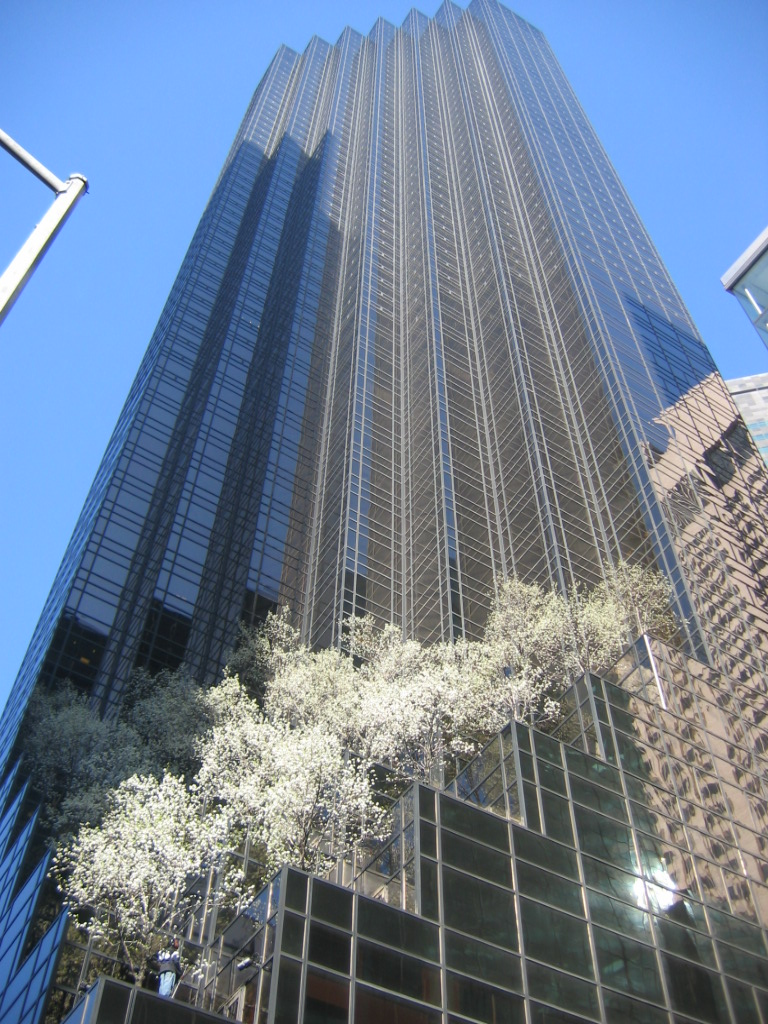
Trump Tower, tại 725 Fifth Avenue, ở Midtown Manhattan

Trump Tower – cao ốc phức hợp 58 tầng tọa lạc tại 725 Fifth Avenue, Midtown Manhattan, Thành phố New York – được phát triển bởi Trump và Công ty Bảo hiểm Nhân thọ Equitable, thiết kế bởi kiến trúc sư Der Scutt của Swanke Hayden Connell. Hiện nay Trump là chủ sở hữu duy nhất của tòa nhà.
Trump Tower nằm trên mảnh đất từng là cửa hàng chính của Bonwit Teller, một công trình quan trọng về mặt kiến trúc, sau đó bị phá bỏ năm 1980. Trump bị kiện vì việc phá hủy bức phù điêu quý giá mang phong cách Art Deco trên mặt tiền của tòa nhà, mà như đã hứa là sẽ chuyển giao cho Bảo tàng Nghệ thuật Metropolitan và việc sử dụng 200 lao động nhập cư trái phép người Ba Lan trong quá trình phá dỡ gấp rút. Họ chỉ được trả (nếu có) khoảng 4 đến 5 USD một giờ và làm việc 12 tiếng một ca. Năm 1990 Trump khai nhận rằng ông hiếm khi có mặt tại công trường và không biết gì về các lao động trái phép, mà một phần trong số đó sống tại công trường và được biết tới dưới cái tên "Lữ đoàn Ba Lan". Vụ kiện lao động kéo dài được dàn xếp năm 1999, kết quả của phán quyết được giữ kín.

#### Chơi golf

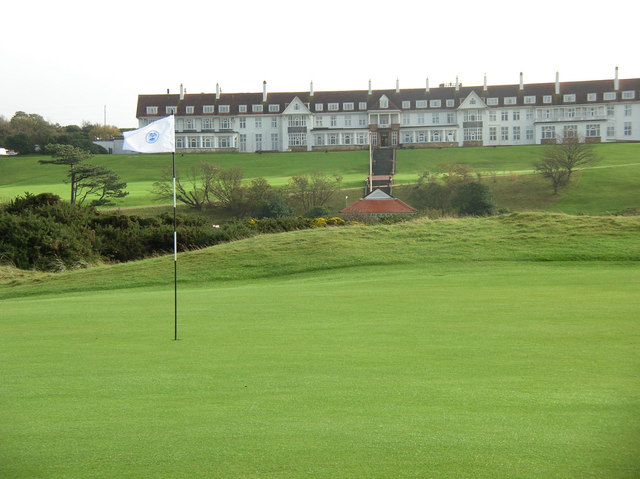
Một góc Khách sạn Turnberry tại Ayshire, Scotland

The Trump Organization điều hành nhiều sân golf và khu nghỉ dưỡng trên nước Mỹ và toàn thế giới. Ngày 11 tháng 2 năm 2014, Trump mua lại Doonbeg Golf Club tại Cộng hòa Ireland. Nguồn tin xác nhận rằng sân golf sẽ được đổi tên thành Trump International Golf Links, Ireland. Năm 2006, Trump mua lại Menie Estate ở Balmedie, Aberdeenshire, Scotland, xây dựng một sân golf nghỉ dưỡng đầy tranh cãi, trái với nguyện vọng của cư dân địa phương, trên khu vực dành riêng cho nghiên cứu khoa học. You've Been Trumped (Bạn đã bị Trump chơi xỏ) là một bộ phim tài liệu độc lập được thực hiện năm 2011 bởi nhà làm phim người Anh Anthony Baxter, thuật lại quá trình xây dựng sân golf và mâu thuẫn giữa người dân và Donald Trump. Mặc dù Trump hứa hẹn sẽ tạo ra 6.000 việc làm, một thập kỉ sau đó, sân golf ở Scotland chỉ tạo ra 200 việc làm.
Tháng 4 năm 2014, Trump mua lại khách sạn Turnberry và sân golf nghỉ dưỡng ở Ayshire, Scotland, là một trong những điểm đến quen thuộc của giải Open Championship. Tháng 6 năm 2015, khiếu nại của Trump phản đối một nhà máy điện gió nằm trong tầm nhìn của sân golf đã bị bác bỏ.
Tháng 12 năm 2015, nỗ lực của Trump nhằm ngăn chặn việc xây dựng nhà máy điện gió trong tầm nhìn của sân golf đã bị bác bỏ bởi năm thẩm phán Toà án Tối cao Anh, trong vụ kiện giữa Công ty TNHH Trump International Golf Club Scotland và Chính phủ Scotland. Cựu Thủ tướng Scotland Alex Salmond bình luận Trump là "kẻ thua cuộc ba lần". Một người phát ngôn của Trump Organization đáp lại bình luận của Salmond: "Có ai quan tâm ông ta nghĩ gì không? Ông ta hết thời rồi và hoàn toàn chẳng liên quan gì. Bằng chứng là ông ấy còn chẳng biết điều gì đang xảy ra ở chính cơ quan của mình... Ông ấy nên tiếp tục làm những gì mà ông ấy làm tốt nhất: khai trương mấy tấm chân dung hoa mỹ của mình để thổi phồng thêm cái tôi cá nhân vốn dĩ đã to tướng".

### Thương hiệu và cho thuê thương hiệu

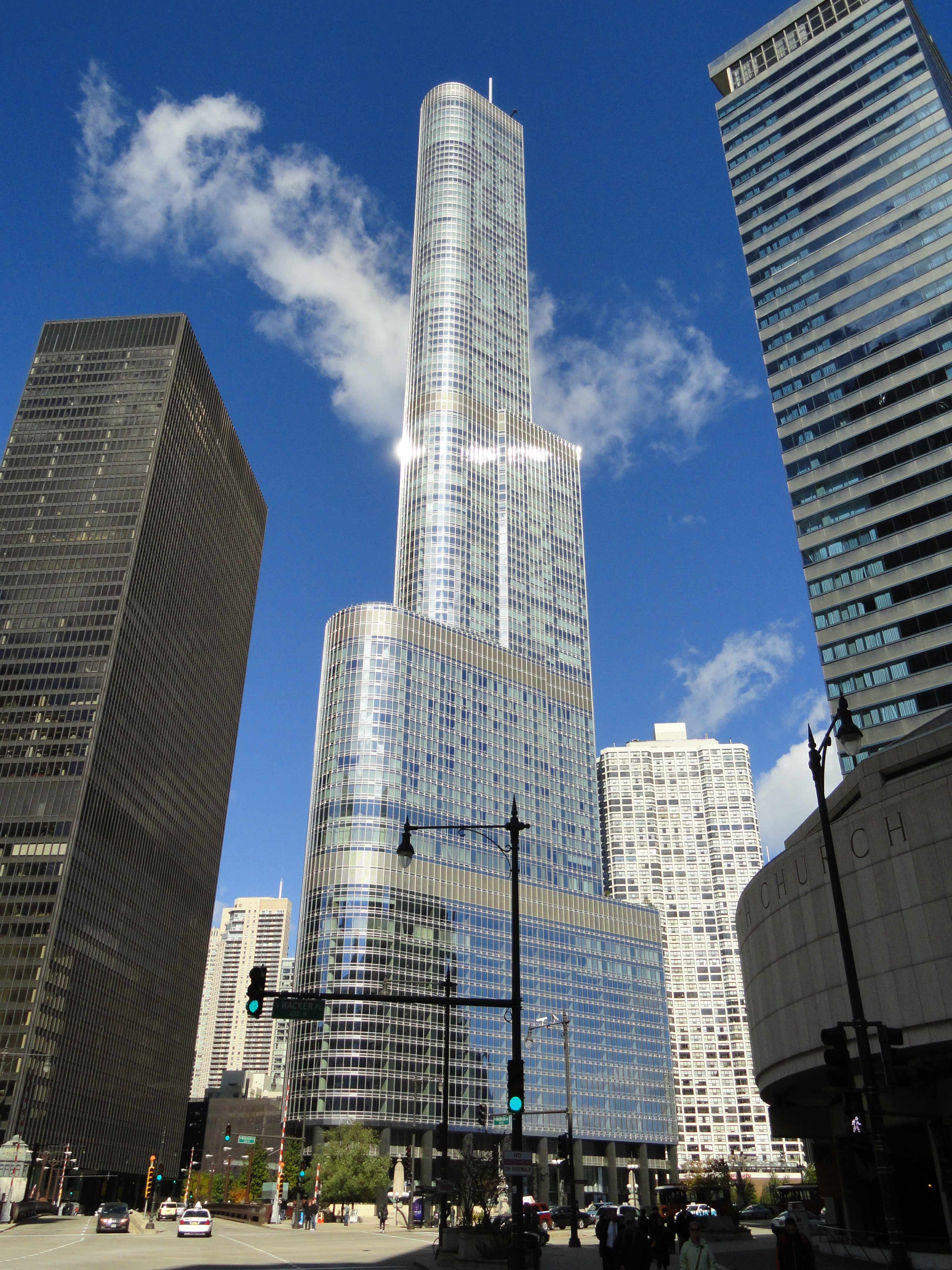
The Trump Organization sở hữu, điều hành, phát triển và đầu tư vào bất động sản trên khắp thế giới như Trump International Hotel & Tower tại Chicago, Illinois

Trump đã quảng bá tên của mình trên một số lượng lớn sản phẩm và dịch vụ, đạt được cả thất bại lẫn thành công. Có thể kể đến những khoản đầu tư và kinh doanh bên ngoài của ông như Trump Financial (công ty thế chấp), Trump Sales & Leasing (bán nhà ở), Trump International Realty (công ty môi giới bất động sản nhà ở và thương mại), The Trump Entrepreneur Initiative (công ty giáo dục kinh doanh vì lợi nhuận, tên chính thức trước đây là Đại học Trump), Trump Restaurants (nằm trong Trump Tower và bao gồm Trump Buffet, Trump Catering, Trump Ice Cream Parlor và Trump Bar), GoTrump (công cụ tìm kiếm du lịch online), Select By Trump (dòng sản phẩm đồ uống cà phê), Trump Drinks (nước uống tăng lực dành cho thị trường Israel và Palestine), Donald J. Trump Signature Collection (dòng sản phẩm thời trang nam, phụ kiện nam và đồng hồ), Donald Trump The Fragrance (2004), SUCCESS by Donald Trump (nhãn hiệu nước hoa thứ hai được phát triển bởi Trump Organization và Công ty Nước hoa Five Star, phát hành tháng 3 năm 2012), nước uống đóng chai Trump Ice, Trump Magazine, Trump Golf, Trump Chocolate, Trump Home (nội thất nhà ở), Trump Productions (công ty sản xuất truyền hình), Trump Institute, Trump: The Game (board game năm 1989 với phiên bản phát hành lại năm 2005 gắn với The Apprentice), Donald Trump's Real Estate Tycoon (trò chơi giả lập kinh doanh), Trump Books, Trump Model Management, Trump Shuttle, Trump Mortgage, Trump Vodka, Trump Steakhouse và Trump Steaks. Thêm vào đó, theo như báo cáo thì Trump được nhận 1,5 triệu USD cho mỗi giờ thuyết trình trên The Learning Annex. Trump cũng ủng hộ ACN Inc., một công ty đa cấp về lĩnh vực viễn thông. Ông đã phát biểu tại các khóa huấn luyện quốc tế của ACN, mà tại đó ông đã ca ngợi những người sáng lập, mô hình kinh doanh và sản phẩm của công ty. Ông kiếm được tổng cộng 1,35 triệu USD cho ba bài phát biểu, 450.000 USD mỗi bài.
Năm 2011, các chuyên gia tài chính của Forbes ước tính giá trị thương hiệu của Trump là 200 triệu USD. Trump không đồng tình với ước tính này, nói rằng thương hiệu của ông trị giá khoảng 3 tỉ USD. Nhiều nhà đầu tư thuê Trump quảng bá sản phẩm và trở thành gương mặt đại diện cho dự án của họ. Vì lý do đó, Trump không là chủ của nhiều tòa nhà có tên mình trên đó. Theo Forbes, lĩnh vực kinh doanh này của đế chế Trump, thực chất được điều hành bởi các con của Trump, là lĩnh vực giá trị nhất, được định giá 562 triệu USD. Cũng theo Forbes, có 33 dự án cho thuê thương hiệu đang được phát triển bao gồm bảy "khách sạn chung cư" (bảy dự án Trump International Hotel & Tower). Tháng 6 năm 2015, Forbes ấn định thương hiệu Trump ở mức 125 triệu USD khi các nhà bán lẻ như Macy's Inc và Serta Mattresses bắt đầu tẩy chay các sản phẩm có thương hiệu Trump, mà Macy bình luận rằng họ "thất vọng và buồn bã bởi những phát ngôn gần đây về người nhập cư từ Mexico."

### Tổng tài sản
Tháng 4 năm 2011, trong khi dư luận đang quan sát xem liệu Trump có tranh cử Tổng thống Mỹ nhiệm kì 2012 không, Politico trích dẫn một nguồn tin giấu tên thân cận với ông, nói rằng nếu Trump ra tranh cử tổng thống, ông ấy sẽ nộp "bản báo cáo tài chính mà trong đó [sẽ] liệt kê tổng tài sản trên 7 tỉ USD với hơn 250 triệu USD tiền mặt và rất ít nợ". (Các ứng viên tổng thống được yêu cầu công bố tình hình tài chính sau khi tuyên bố sẽ tranh cử). Mặc dù Trump không tranh cử nhiệm kì 2012, bản báo cáo tài chính vẫn được công bố trong cuốn sách của ông, liệt kê tổng tài sản 7 tỉ USD.

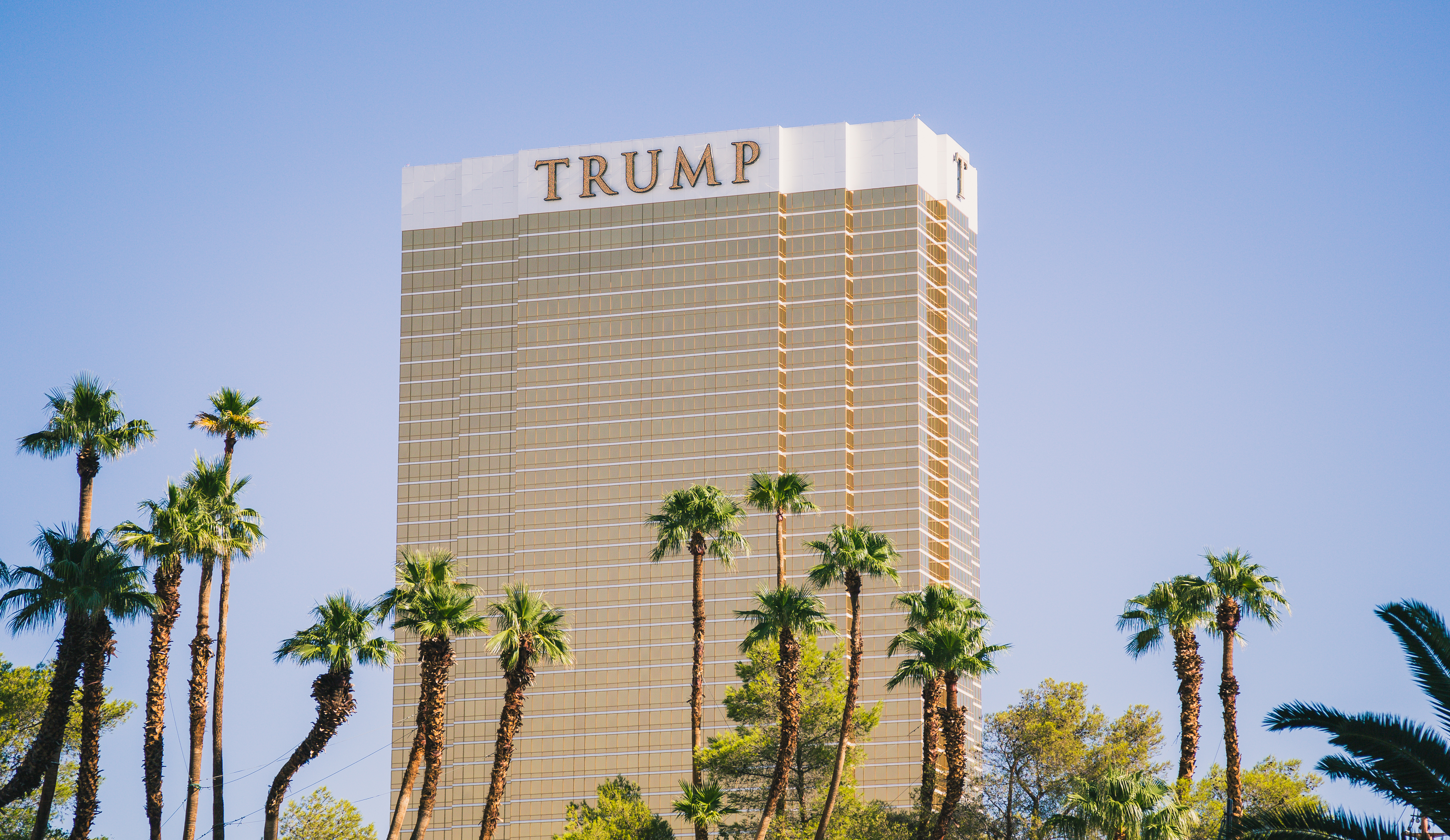
Khách sạn Trump Las Vegas

Giá trị ước tính tổng tài sản của Trump biến động cùng với các định giá bất động sản: vào năm 2015, Forbes ấn định giá trị 4 tỉ USD, trong khi đó Bloomberg Billionaires Index (đã xem xét kĩ lưỡng hồ sơ nộp cho Hội đồng Bầu cử Liên bang của Trump) ước tính tổng tài sản 2,9 tỉ USD. Ngày 16 tháng 6 năm 2015, ngay trước khi Trump tuyên bố tranh cử, Trump công bố với báo giới một bản báo cáo tài chính dài một trang "từ một công ty kiểm toán lớn – một trong số những công ty uy tín nhất" liệt kê tổng tài sản 8.737.540.000 USD. "Tôi thật sự giàu", Trump nói. Forbes bình luận rằng con số gần 9 tỉ USD là "100%" cường điệu. Tháng 7 năm 2015, ủy ban điều phối bầu cử Liên bang công bố số liệu mới về tài sản của Trump và tình hình tài chính khi ông trở thành ứng viên tổng thống của Đảng Cộng hòa, trong đó nói rằng tài sản của ông có giá trị trên 1,4 tỉ USD, bao gồm ít nhất 70 triệu USD từ cố phiếu, và một khoản nợ ít nhất là 265 triệu USD.
Trump nói trong một buổi họp báo tháng 7 năm 2015, một tháng sau khi tuyên bố tranh cử tổng thống, rằng "tổng tài sản của ông hơn 10 tỉ USD". Tuy nhiên, Trump từng nói rằng "tổng tài sản của tôi luôn biến động, nó lên xuống cùng với thị trường, cùng với thái độ và cảm xúc – thậm chí là cảm xúc của chính tôi". Trump cũng thừa nhận rằng những ước tính tổng tài sản cao hơn thực tế của ông trong quá khứ là "có lợi về mặt tài chính". Forbes nói rằng mặc dù Trump "chia sẻ rất nhiều thông tin để chúng tôi có được con số như đã công bố", ông ấy "luôn muốn có một con số tổng tài sản cao hơn – đặc biệt là khi nó liên quan tới giá trị thương hiệu cá nhân của ông". Forbes giảm ước tính tổng tài sản của Trump xuống 125 triệu USD sau những phát ngôn gây tranh cãi của ông năm 2015 về người nhập cư Mexico, khiến cho các hợp đồng kinh doanh của Trump với NBCUniversal, Univision, Macy's, Serta, PVH Corporation và Perfumania đi đến kết thúc. Một nghiên cứu nội bộ của Young & Rubicam về mức độ ưa thích của thương hiệu Trump giữa những người tiêu dùng có thu nhập cao cho thấy sự "lao dốc" của điểm số vào cuối năm 2015, chỉ ra rằng nhiều lĩnh vực kinh doanh của Trump có thể phải đối mặt với các thách thức về thị trường và tài chính trong tương lai.

### Các khoản đầu tư
Một phần nhỏ tài sản của Trump nằm trong các khoản đầu tư nằm ngoài cổ phần của ông tại The Trump Organization, phần lớn trong số đó tập trung vào thị trường tài chính. Năm 2011, Trump gây bất ngờ với quyết định thâm nhập thị trường cổ phiếu sau khi thất vọng với sự suy thoái của thị trường bất động sản Hoa Kỳ và mức lãi suất thấp của tiền gửi ngân hàng. Ông nói rằng ông không phải dân chứng khoán, nhưng ông cũng nói rằng khó lòng mà mua được bất động sản ở vị trí đẹp với mức giá tốt. Trong số những cố phiếu mà Trump mua, ông xác nhận đã mua cổ phiếu của Bank of America, Citigroup, Caterpillar Inc., Intel, Johnson & Johnson và Procter & Gamble. Tháng 12 năm 2012, Trump công bố rằng ông cũng thêm cố phiếu của Facebook vào danh mục đầu tư của mình. Trump cũng có 9 triệu USD đầu tư vào các quỹ tự bảo hiểm rủi ro. Ông kiếm được 6,7 triệu USD từ việc bán cổ phiếu Bank of America và 3,9 triệu USD từ bán cổ phiếu Facebook trong năm 2014.

### Thể thao
Vào năm 1983, Trump mua câu lạc bộ New Jersey Generals cho mùa giải đầu tiên của Giải Bóng bầu dục Hoa Kỳ (USFL). Generals đã thuê cựu huấn luyện viên trưởng của New York Jets Walt Michaels. Trước khi mùa giải đầu tiên diễn ra, Trump bán đội bóng cho ông trùm dầu lửa Oklahoma J. Walter Duncan. Trước mùa giải năm 1984, Duncan bán lại đội bóng cho Trump.
USFL dự định tổ chức mùa giải 1986 vào mùa thu, nhằm trực tiếp cạnh tranh với Giải Bóng bầu dục Quốc gia (NFL), mà phần lớn là do sự ủng hộ mạnh mẽ của Trump trong việc cạnh tranh trực tiếp với một giải lâu đời và nổi tiếng hơn. Trước đó hai năm, Trump đã thuyết phục hầu hết các chủ câu lạc bộ khác đồng ý dời lịch sang mùa thu, với lý do việc này rồi sẽ khiến cho giải sáp nhập với NFL, và bất kì chủ câu lạc bộ nào đang chơi trong USFL cũng sẽ có được lợi nhuận gấp đôi.
Generals sáp nhập với Houston Gamblers trong kì nghỉ kéo dài sau mùa giải, bổ sung thêm những ngôi sao mới như Jim Kelly và Ricky Sanders. Michaels bị sa thải, thay thế bởi cựu huấn luyện viên của Gamblers Jack Pardee, người dự định áp dụng chiến thuật đầy năng lượng chạy và ném tấn công của Gamblers. Tuy nhiên, đội hình trong mơ này của USFL không bao giờ được thi đấu. Mùa giải 1986 đã bị hủy bỏ sau khi USFL giành được chiến thắng trong vụ kiện cạnh tranh chống lại NFL. Giải USFL cũng bị giải thể ngay sau đó.
Trump cũng từng là cố vấn tài chính cho Mike Tyson, chủ trì trận đấu của Tyson với Michael Spinks tại thành phố Atlantic.

### Các cuộc thi sắc đẹp
Từ 1996 đến 2015, khi ông bán cổ tức của mình cho WME/IMG, Trump nắm một phần sở hữu của các cuộc thi Miss Universe (Hoa hậu Hoàn Vũ), Miss USA (Hoa hậu Mỹ), Miss Teen USA (Hoa hậu Thiếu niên Mỹ). Miss Universe được sáng lập năm 1952 bởi công ty may mặc Pacific Mills tại California và là một trong số những cuộc thi sắc đẹp nổi tiếng nhất trên thế giới,

Năm 2015, NBC và Univision đều chấm dứt mối quan hệ làm ăn của mình với Miss Universe Organization sau bài phát biểu phát động tranh cử tổng thống của Trump ngày 16 tháng 6, trong đó ông nói rằng: 
| “ | Nước Mỹ đã trở thành bãi rác chứa đựng vấn đề của tất cả các quốc gia khác. [Vỗ tay] Cảm ơn. Đúng như vậy và đây là những người tốt nhất và tài giỏi nhất. Khi Mexico gửi người sang, họ không gửi sang những người tốt nhất. Họ không gửi bạn sang. Họ cũng không gửi bạn sang. Họ gửi những người gặp rất nhiều vấn đề, và họ mang theo cả những vấn đề đó sang đây. Họ mang theo ma túy. Họ mang theo sự phạm pháp. Họ là những kẻ hiếp dâm. Và một số trong số đó, tôi đoán, là những người tốt | ” |

Trump ngay sau đó đã đâm đơn kiện Univision 500 triệu USD với cáo buộc đơn phương chấm dứt hợp đồng và bôi nhọ danh dự. Nhà cung cấp truyền hình cáp Reelz sau đó đã trở thành nhà độc quyền phát sóng cuộc thi Hoa hậu Mỹ. Trump chia sẻ với tạp chí People vào tháng 7 năm 2015 rằng vụ kiện với Univision là "một phần trong chiến dịch tranh cử [tổng thống]". Ngày 11 tháng 9 năm 2015, Trump tuyên bố ông đã mua lại cổ phần của đài NBC trong Tổ chức Hoa hậu Hoàn vũ, biến ông trở thành chủ sở hữu duy nhất, và cũng đã "dàn xếp" xong vụ kiện với đài, mặc dù không rõ rằng Trump đã đâm đơn kiện NBC thật hay đấy chỉ là một lời đe dọa suông. Không lâu sau đó ông cũng bán đi cổ tức của mình trong đó.

## Hoạt động giải trí
Trong giới giải trí, Trump đã hai lần là ứng cử viên cho Giải Emmy, xuất hiện trong các chương trình truyền hình và phim ảnh với tư cách là chính mình nhưng dưới góc độ hài hước (ví dụ: Ở nhà một mình 2: Lạc ở New York The Nanny, The Fresh Prince of Bel-Air, Days of Our Lives, Wall Street: Money Never Sleeps) và là một nhân vật khác (The Little Rascals). Ông là chủ đề của nhiều danh hài, họa sĩ phim hoạt hình và họa sĩ tranh biếm họa online. Trump cũng có một chương trình trò chuyện radio của riêng ông với tên gọi Trumped! Ông cũng từng xuất hiện trong một tập của phim truyền hình Sex and the City qua một vai diễn khách mời. Trump cũng là thành viên của Screen Actors Guild và nhận khoản trợ cấp hơn 110.000 USD hàng năm.
Tháng 3 năm 2011, Trump là chủ đề của một tập Comedy Central Roast. Chương trình được dẫn bởi Seth MacFarlane, khách mời đặc biệt (roaster) bao gồm Larry King, Snoop Dogg và Anthony Jeselnik cùng với các khách mời thông thường khác. Con gái Trump, Ivanka, cũng có mặt trong hàng ghế khán giả. Tháng 4 năm 2011, Trump tham dự White House Correspondents' Dinner (Tiệc Liên hoan Phóng viên Nhà Trắng), với sự góp mặt của danh hài Seth Meyers. Tổng thống Obama nhân sự kiện này đã có một số câu đùa châm biếm Trump.
Ngày 5 tháng 8 năm 2015, một bộ phim tài liệu về Trump thời kì thập niên 1980 và 1990 được phát hành trên mạng với tựa đề "What's the Deal?" (Thỏa thuận gì thế?).

### The Apprentice

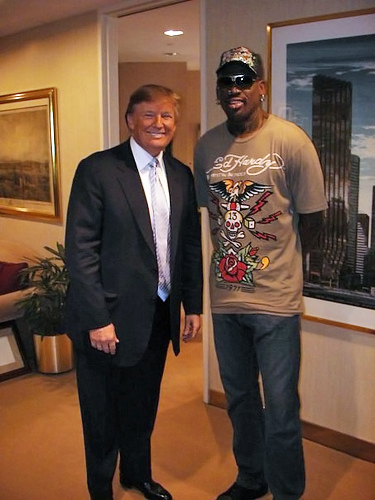
Trump chụp ảnh với khách mời Dennis Rodman, nhân sự xuất hiện của Rodman năm 2009 trên Celebrity Apprentice

Năm 2003, Trump trở thành giám đốc sản xuất và MC của chương trình truyền hình thực tế của đài NBC The Apprentice (Nhân viên Tập sự), ở đó một nhóm các thí sinh cạnh tranh với nhau giành lấy một vị trí quản lý cấp cao tại một trong những công ty của Trump. Các thí sinh lần lượt bị "sa thải" và loại khỏi cuộc chơi. Năm 2004, Trump đăng ký bảo hộ nhãn hiệu cho câu cửa miệng "You're fired!" (Bạn đã bị sa thải!).
Trong năm đầu tiên của chương trình, Trump kiếm được 50.000 USD mỗi tập (gần 700.000 USD cho mùa đầu tiên). Tiếp nối thành công ban đầu, sau này ông được trả tới 3 triệu USD mỗi tập, đưa ông trở thành một trong những ngôi sao truyền hình có mức thù lao cao nhất. Tháng 7 năm 2015, Trump công bố trong báo cáo tài chính cá nhân của mình với Hội đồng Bầu cử Liên bang rằng NBCUniversal đã trả cho ông 213.606.575 USD trong suốt 14 mùa dẫn chương trình. Năm 2007, Trump được gắn sao trên Đại lộ Danh vọng Hollywood vì những đóng góp của ông cho truyền hình (The Apprentice).
Cùng với nhà sản xuất truyền hình người Anh Mark Burnett, Trump được mời làm MC của chương trình The Celebrity Apprentice, tại đó những người nổi tiếng thi đấu với nhau để giành tiền cho quỹ từ thiện của mình. Trong khi cả Trump và Burnett đều là người sản xuất chương trình, Trump là người xuất hiện trên màn ảnh, quyết định ai là người thắng cuộc và "sa thải" người thua cuộc.
Ngày 16 tháng 2 năm 2015, NBC thông báo rằng họ có thể sẽ tiếp tục sản xuất The Apprentice mùa thứ 15. Mười một ngày sau, Trump tuyên bố rằng ông "chưa sẵn sàng" để ký hợp đồng cho một mùa nữa vì có thể ông sẽ tranh cử tổng thống. Mặc dù vậy, ngày 18 tháng 3, NBC vẫn tuyên bố họ sẽ bắt tay vào sản xuất. Ngày 29 tháng 6, sau khi làn sóng phản đối bài phát biểu tranh cử của Trump lan rộng, NBC ra thông cáo nói rằng, "Do những phát ngôn có tính xúc phạm gần đây của Donald Trump về vấn đề người nhập cư, NBCUniversal sẽ chấm dứt mối quan hệ làm ăn với ông Trump", và hiển nhiên kết thúc vai trò của Trump trong The Apprentice.

### World Wrestling Entertainment
Trump là một fan của World Wrestling Entertainment (Đấu vật Giải trí Thế giới) và là bạn của ông chủ WWE Vince McMahon. Ông đã đăng cai hai sự kiện WrestleMania tại Trump Plaza và là khách mời trong vài chương trình khác. Trump Taj Mahal ở Thành phố Atlantic của Trump là nơi đăng cai 1991 WBF Championship (được sở hữu bởi WWE, lúc đó được biết đến dưới cái tên "World Wrestling Federation"). Trump từng được phỏng vấn bởi Jesse Ventura bên cạnh sàn đấu tại WrestleMania XX.
Ông cũng xuất hiện tại WrestleMania 23 trong một trận đấu mang tên "The Battle of Billionaires" (Trận đấu của các Tỷ phú). Trump thuộc đội của Bobby Lashley, trong khi đội của Vince McMahon là Umaga với Stone Cold Steve Austin là trọng tài khách mời. Giao kèo của trận đấu là tóc đấu với tóc, có nghĩa là cả Trump và McMahon đều sẽ bị cạo trọc nếu đô vật của mình thua. Lashley chiến thắng nên Trump đã cạo đầu McMahon.
Ngày 15 tháng 6 năm 2009, theo kịch bản, McMahon tuyên bố trong Monday Night Raw rằng ông đã "bán" chương trình cho Trump. Xuất hiện trên màn ảnh, Trump tuyên bố rằng ông sẽ đến sân trong tập tiếp theo, không hề có quảng cáo và sẽ hoàn tiền 100% cho ai đã mua vé tới sân cho chương trình ngày hôm đó. McMahon "mua lại" Raw ngay tuần sau với mức giá gấp đôi. Nhạc nền chào sân của ông hôm đó "Money, Money" được sáng tác bởi Jim Johnston.
Trump được vinh danh trong khu người nổi tiếng của WWE Hall of Fame vào năm 2013, tại Madison Square Garden vì những đóng góp của ông trong công tác quảng bá. Đêm hôm sau ông đánh dấu lần xuất hiện thứ năm của mình tại WrestleMania.

## Chính trị
Trump mô tả các khuynh hướng chính trị và quan điểm của ông qua rất nhiều cách, đôi khi đối lập lẫn nhau theo thời gian. Politico miêu tả ông là "người theo chủ nghĩa chiết trung, ứng biến và đôi khi không nhất quán". Ông từng là thành viên các đảng Cộng hòa, Độc lập, Dân chủ và "từ chối nhà nước". Ông cũng từng tranh cử dưới danh nghĩa ứng viên Đảng Cải cách. Ông đã từng thay đổi quan điểm của mình về thuế suất cho người thu nhập cao, quyền nạo hút thai và y tế.

### Đảng phái chính trị
Một báo cáo năm 2011 của Center for Responsive Politics cho hay trong vòng hai thập kỉ bầu cử vừa qua của Mỹ, Donald Trump đã quyên góp cho chiến dịch tranh cử của các ứng viên của cả Đảng Cộng hòa lẫn Đảng Dân chủ. Trong mười người nhận quyên góp nhiều nhất thì có sáu người Đảng Dân chủ và bốn người Đảng Cộng hòa. Sau 2011, ông chủ yếu đóng góp cho các ứng viên Đảng Cộng hòa.
Trump là một người ủng hộ sớm của ứng viên Đảng Cộng hòa Ronald Reagan cho chức tổng thống Mỹ và ông cũng lên tiếng ủng hộ ứng viên Đảng Cộng hòa Mitt Romney làm tổng thống. Năm 2015 khi được hỏi ai là người giỏi nhất trong số các tổng thống gần đây, Trump lựa chọn Bill Clinton thuộc Đảng Dân chủ thay vì George H.W. Bush và George W. Bush thuộc Đảng Cộng hòa. Clinton's Foundation đã nhận khoảng 100.000 đến 250.000 USD từ Trump và cũng đã tham dự đám cưới của Trump năm 2005. Năm 2008 Trump có viết rằng Hillary Clinton sẽ là một "tổng thống hoặc phó tổng thống tuyệt vời".
Đảng phái chính trị của Trump thay đổi theo thời gian. Trước 1987, ông thuộc Đảng Dân chủ, sau đó gia nhập Đảng Cộng hòa từ 1987–1999. Sau đó ông chuyển qua Đảng Cải cách từ 1999–2001. Từ 2001–2009 ông lại quay về Đảng Dân chủ và lại tham gia Đảng Cộng hòa từ 2009–2011. Sau khi không theo đảng phái nào từ 2011–2012, ông trở về Đảng Cộng hòa nơi ông vẫn hoạt động từ 2012–nay.

### Quan điểm chính trị
Trump miêu tả các khuynh hướng chính trị và quan điểm của ông bằng rất nhiều cách, đôi khi đối lập nhau qua theo thời gian. Các quan điểm dưới đây được chiếu theo năm 2016, dẫn nguồn từ các bài phát biểu công khai, các buổi tranh luận, thông cáo chính sách và theo như thông tin trên website của chiến dịch.
Trump mô tả mình là một người chống nạo phá thai và sẽ cấm nạo phá thai muộn, trừ trường hợp do hiếp dâm, loạn luân hay vấn đề sức khỏe. Ông cũng ủng hộ việc kết thúc sự trợ cấp của nhà nước cho tổ chức Planned Parenthood.
Trump ủng hộ Tu chính án thứ hai, phản đối việc kiểm soát súng đạn và ông cũng có giấy phép mang súng kín của New York. Ông ủng hộ việc sửa lại hệ thống điều tra lý lịch liên bang, nhờ đó tội phạm và các trường hợp thần kinh luôn được ghi chép trong hệ thống.
Về vấn đề y tế, Trump ủng hộ việc thay thế Đạo luật Bảo vệ Bệnh nhân và Chăm sóc sức khỏe Hợp túi tiền (thường được biết đến dưới cái tên "Obamacare") với kế hoạch thị trường tự do cho chăm sóc sức khỏe có cạnh tranh nhằm giảm giá thành, mặc dù trong quá khứ ông cũng từng tuyên bố ủng hộ hình thức nhà nước bao cấp chăm sóc sức khỏe. Trump ủng hộ việc dỡ bỏ chế độ dự trữ và xếp hàng, bắt nguồn từ vụ bê bối chăm sóc sức khỏe cựu chiến binh năm 2014. Trong một thông cáo, ông nói rằng các cơ sở của Bộ Cựu chiến binh cần được nâng cấp với công nghệ hiện đại, thuê nhiều cựu chiến binh để chữa trị cho các cựu chiến binh khác, gia tăng hỗ trợ cho các cựu chiến binh nữ và xây dựng các phòng khám vệ tinh quanh các bệnh viện ở các vùng hẻo lánh.
Trump phản đối hợp pháp hóa việc sử dụng cần sa cho mục đích tiêu khiển nhưng ủng hộ hợp pháp hóa cần sa cho mục đích y tế và cũng ủng hộ quyết định riêng của từng bang.
Trong vấn đề nhập cư, Trump nhấn mạnh vào an ninh biên giới. Trong buổi vận động tranh cử đầu tiên tại Derry, New Hampshire, Trump xác nhận rằng nếu ông đắc cử, "Trong ngày đầu tiên làm tổng thống, người nhập cư bất hợp pháp sẽ phải rời khỏi đây và rời khỏi đây nhanh". Trump phản đối quyền nhập quốc tịch cho trẻ sinh tại Mỹ, ông lập luận rằng điều này không được và không nên được bảo vệ bởi Tu chính án thứ 14 của Hiến pháp Hoa Kỳ.
Trump từng nói rằng sự ấm lên toàn cầu "hoàn toàn là một tin đồn nhảm". Ông cũng nói rằng "khái niệm ấm lên toàn cầu được tạo ra bởi Trung Quốc, phục vụ cho Trung Quốc nhằm làm cho ngành công nghiệp sản xuất của Mỹ mất khả năng cạnh tranh", mặc dù sau này ông có đính chính đây chỉ là trò đùa. Ông nói rằng "Cục Bảo vệ Môi trường Mỹ (EPA) là một chướng ngại vật cho sự tăng trưởng và nghề nghiệp". Trump ủng hộ phát triển khai thác dầu đá phiến và chỉ trích điện gió, nói rằng "các máy phát điện gió hủy hoại mọi vùng quê mà chúng có mặt" trong khi sản xuất loại năng lượng "không đáng tin cậy và tồi tệ".
Trump nói rằng ông ủng hộ hôn nhân truyền thống. Tháng 6 năm 2015, sau vụ kiện giữa Obergefell và Hodges, Tòa án Tối cao Hoa Kỳ đưa ra phán quyết hợp pháp hóa hôn nhân đồng tính trên toàn quốc, ông nói: "Tôi thích để cho các bang tự đưa ra quyết định hơn, và tôi muốn bạn biết điều đó. Nhưng họ đã đưa ra quyết định rồi. [...] Thế nên, đến một lúc nào đó bạn phải tư duy thực tế về chuyện này".
Về vấn đề lương tối thiểu, Trump tin rằng không nên tăng lương tối thiểu vì nó sẽ gây bất lợi cho sức cạnh tranh của nền kinh tế Mỹ.
Trump cũng ủng hộ cho các trường và địa phương tự quyết định chương trình học bậc tiểu học và trung học cơ sở. Ông phản đối tiêu chuẩn liên bang về chương trình học Common Core cho bậc tiểu học và trung học cơ sở, và gọi đó là một "thảm họa" cần phải được chấm dứt.

### Ý định tranh cử tổng thống, 1988 – 2012
Trump có để ngỏ ý định tranh cử tổng thống vào các năm 1988, 2004 và 2012 và tranh cử Thống đốc New York vào các năm 2006 và 2014, nhưng đều không thực hiện. Ông cũng được coi là bạn đồng hành tiềm năng của George H. W. Bush cho tấm vé vào Nhà Trắng của Đảng Cộng hòa, nhưng rồi thua cuộc trước Phó Tổng thống sau này là Dan Quayle. Hiện tại dư luận vẫn đặt dấu hỏi nguyên nhân là do Trump hay chiến dịch của Bush. Năm 1999, Trump nộp hồ sơ thành lập hội đồng thăm dò để tìm kiếm đề cử ứng viên tổng thống của Đảng Cải cách vào năm 2000. Một cuộc thăm dò tháng 7 năm 1999 so sánh ông với ứng viên được dự báo của Đảng Cộng hòa George W. Bush và ứng viên được dự báo của Đảng Dân chủ Al Gore cho thấy Trump có bảy phần trăm số người ủng hộ. Mặc dù sau đó Trump bỏ cuộc vì lý do lục đục nội bộ đảng, Trump vẫn giành chiến thắng trong cuộc bầu cử sơ bộ của đảng tại bang California và Michigan.
Sau này Trump có nói rằng tầm ảnh hưởng trên phạm vi quốc gia của ông đã thay đổi: "Chuyện là tôi đã tham gia The Apprentice và nó trở nên cực kì thành công. Ai mà biết trước được điều đó?", ông trả lời người phỏng vấn Larry King năm 2005. "Không gì có thể sánh được việc có một chương trình nổi tiếng trên TV cả", Trump nói.
Trong khi Trump công khai cân nhắc việc tìm kiếm đề cử ứng viên tổng thống năm 2012 của Đảng Cộng hòa, một thăm dò dư luận của Wall Street Journal/NBC News công bố tháng 3 năm 2011 cho thấy Trump dẫn đầu trong số những đối thủ tiềm năng, hơn cựu Thống đốc bang Massachusetts Mitt Romney một điểm. Một thăm dò của Newsweek thực hiện tháng 2 năm 2011 cho thấy Trump hơn Barack Obama vài điểm, trong bối cảnh có rất nhiều cử tri còn đang lưỡng lự cho cuộc bầu cử tổng thống tháng 11 năm 2012. Một thăm dò được công bố tháng 4 năm 2011 bởi Public Policy Polling cho thấy Trump dẫn đầu với khoảng cách chín điểm trong một cuộc cạnh tranh tiềm năng cho đề cử của Đảng Công hòa, giữa lúc ông vẫn đang cân nhắc về chuyện tranh cử. Giới truyền thông cho rằng hành động của Trump có thể là chiến lược quảng bá cho chương trình của ông The Apprentice. Ngày 16 tháng 5 năm 2011, Trump tuyên bố rằng ông sẽ không tranh cử tổng thống. Public Policy Polling miêu tả rằng các sự kiện trong tháng 5 năm 2011 là "một trong những lần lên và xuống nhanh nhất trong lịch sử tranh cử tổng thống".

### Giữa hai lần tuyên bố tranh cử tổng thống, 2011–2015
Tháng 12 năm 2011, Donald Trump được xem là một trong mười người đàn ông còn sống được người Mỹ ngưỡng mộ nhất, ở vị trí thứ 7 với 1% người nêu tên (hạng 1 là Barack Obama được 17%, rồi đến George W. Bush được 3%), theo thăm dò của USA Today/Gallup.

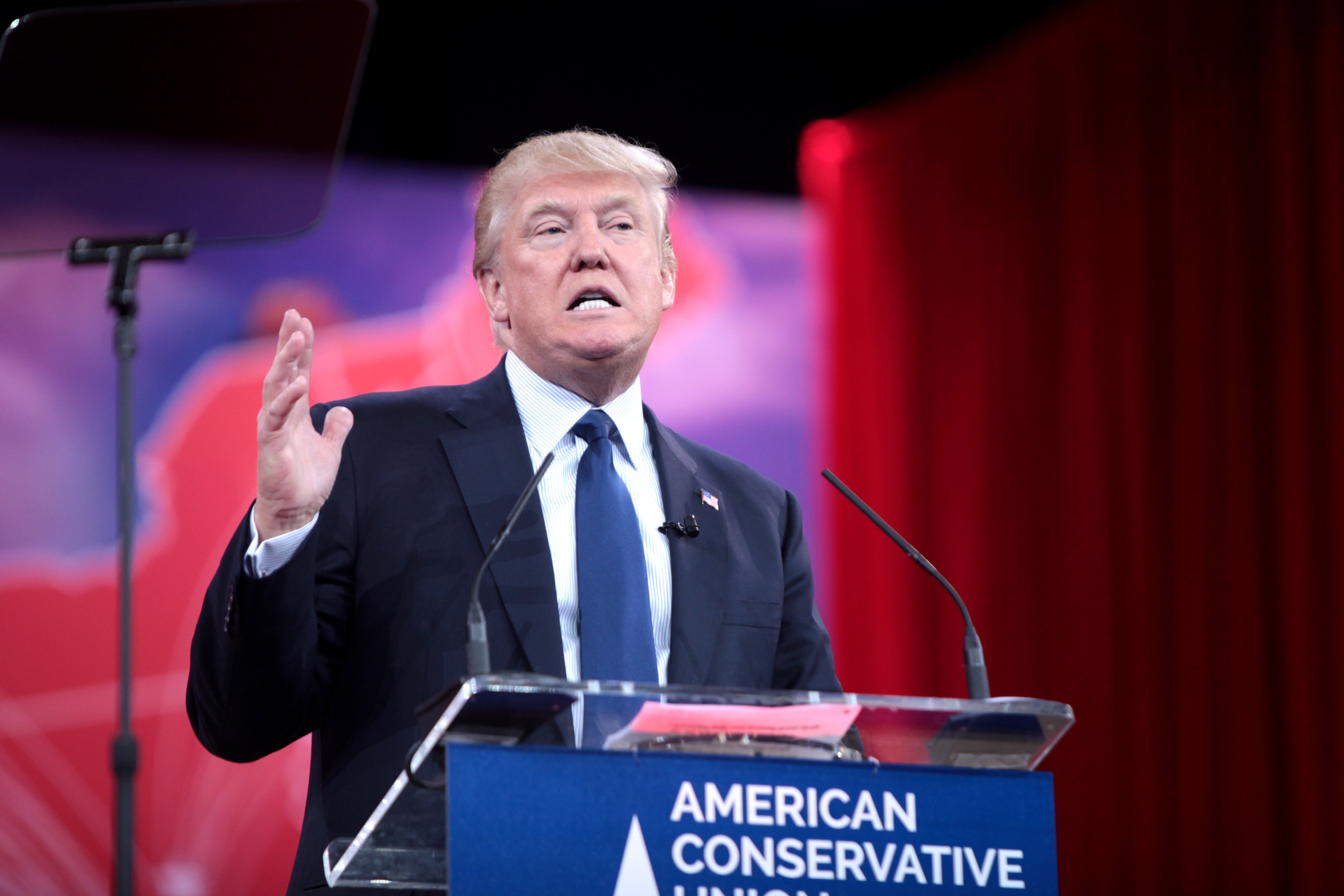
Trump phát biểu tại Hội nghị Hành động Chính trị Bảo thủ (CPAC) tại National Harbor, Maryland

Tháng 4 năm 2011, Trump đặt dấu hỏi về bằng chứng quốc tịch của Tổng thống Barack Obama, cáo buộc rằng "bà của ông ta ở Kenya nói rằng ông ta sinh ra ở Kenya và bà ấy đã ở đó và tận mắt chứng kiến" (Luận điểm của Trump bắt nguồn từ đoạn ghi âm bài phỏng vấn qua điện thoại với bà của Obama, sản phẩm của một mục sư bang Pennsylvania phản đối việc bầu Obama). Trump cũng hoài nghi việc liệu Obama có đủ điểm đầu vào Trường Luật Harvard hay không. Trump nói rằng ông đã gửi một nhóm điều tra tư nhân tới Hawaii, nơi sinh ghi trên giấy tờ của Obama và chia sẻ với The Today Show "họ không thể tin vào những gì họ tìm thấy". Ngày 25 tháng 4 năm 2011, Trump kêu gọi Obama hãy kết thúc vấn đề quốc tịch bằng việc công bố bản đầy đủ giấy khai sinh của mình. Hai ngày sau, Obama đưa ra thông cáo chính thức trong một nỗ lực của Nhà Trắng nhằm khép lại sự vụ và công bố bản đầy đủ giấy khai sinh của mình. Trump bày tỏ sự tự hào với vai trò của ông trong việc giấy khai sinh được công bố qua một buổi họp báo ngay sau đó, nói rằng ông mong rằng nó "hợp lý" và "chúng ta phải tận mắt thấy, nó có thật hay không?" Khi được hỏi vào tháng 7 năm 2015 có đúng Obama sinh ra ở Mỹ không, Trump nói: "Tôi thật sự không biết. Ý tôi là, tôi không hiểu tại sao trước đó ông ta không công bố giấy tờ của mình".
Tháng 12 năm 2008, Trump nổi lên với tư cách là người sớm ủng hộ kế hoạch năm 2009 nhằm giải cứu nền công nghiệp ô tô Mỹ của chính phủ, mà đến năm 2012 đã được ủng hộ bởi 56% người dân Mỹ (63% số người ủng hộ ở Michigan), theo cuộc thăm dò từ Pew Research Center. Tuyên bố của Trump gợi ý rằng vaccine có thể gây ra bệnh tự kỉ trở thành đề tài chỉ trích của cộng đồng khoa học trên rất nhiều phương tiện thông tin đại chúng. Ông cũng bị chỉ trích bởi tuyên bố phủ nhận sự thay đổi khí hậu, bởi nó trái với quan điểm của cộng đồng khoa học.
Năm 2013, Trump là khách mời phát biểu tại Conservative Political Action Conference (Hội nghị Hành động Chính trị Bảo thủ – CPAC). Bài phát biểu hôm đó không có nhiều người lắng nghe. Ông đã dành hơn một triệu USD nhằm nghiên cứu tính khả thi của việc tranh cử tổng thống Mỹ. Tháng 10 năm 2013, Đảng Cộng hòa New York ban hành một bản ghi nhớ đề xuất rằng Trump nên tranh cử thống đốc bang năm 2014, cạnh tranh với Andrew Cuomo. Trump nói rằng mặc dù New York có một số vấn đề và thuế thì quá cao, việc tranh cử thống đốc bang không phải là mối quan tâm sâu sắc của ông. Tháng 2 năm 2015, Trump không gia hạn hợp đồng cho chương trình The Apprentice, dấy lên tin đồn rằng ông có thể chạy đua vào Nhà Trắng năm 2016.

### Chiến dịch tranh cử tổng thống, 2016

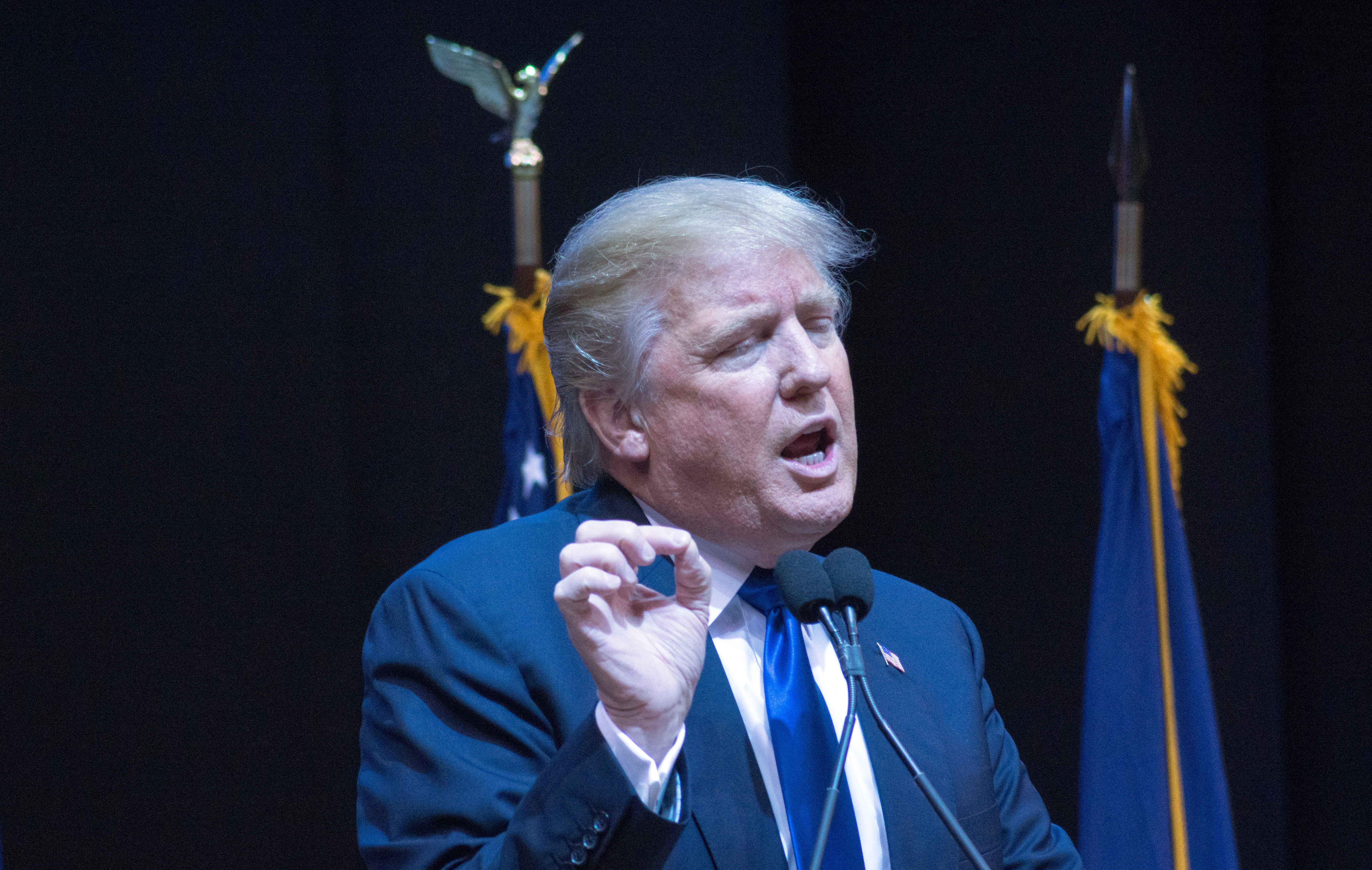
Trump tại Manchester, New Hampshire, ngày 8 tháng 2 năm 2016

Trump chính thức tuyên bố tham gia tranh cử tổng thống nhiệm kì 2016 vào ngày 16 tháng 6 năm 2015. Thông cáo của ông được đưa ra tại một buổi vận động tranh cử ở Trump Tower tại Thành phố New York. Trong bài phát biểu, Trump cũng hứa sẽ tăng ngân sách An sinh Xã hội, đàm phán lại các hiệp định thương mại của Hoa Kỳ, phản đối chuẩn giáo dục liên bang Common Core và hoàn tất bức tường biên giới Mexico-Hoa Kỳ và bắt Mexico phải bỏ tiền xây dựng. Ông cũng đưa ra khẩu hiệu cho chiến dịch tranh cử của mình: "Đưa nước Mỹ vĩ đại trở lại" (Make America Great Again). Trump nói rằng ông sẽ tự bỏ tiền túi trang trải cho chiến dịch, không cần dùng tiền từ nhà tài trợ và các nhà vận động hành lang. Trump luôn nhận được kết quả cao suốt quá trình tranh cử trong các thăm dò dư luận.
Một cuộc điều tra thực hiện bởi The Economist/YouGov công bố ngày 9 tháng 7 năm 2015, là cuộc thăm dò lớn đầu tiên trên toàn quốc cho thấy Trump là ứng viên dẫn đầu của Đảng Cộng hòa. Một thăm dò của Suffolk/USA Today công bố ngày 14 tháng 7 năm 2015 cho thấy có 17% cử tri Đảng Cộng hòa ủng hộ Trump, 14% ủng hộ Jeb Bush. Một thăm dò của Washington Post/ABC News thực hiện ngày 16–19 tháng 7 cho thấy Trump có 24% sự ủng hộ của Đảng Cộng hòa, hơn Scott Walker tại 13%. Một thăm dò của CNN/ORC cho thấy Trump dẫn đầu với 18% cử tri Đảng Cộng hòa ủng hộ, hơn Jeb Bush tại 15%. Một thăm dò của CBS News ngày 4 tháng 8 cho thấy Trump có 24% người ủng hộ, Bush đứng thứ hai với 13% và Walker thứ ba với 10%. 

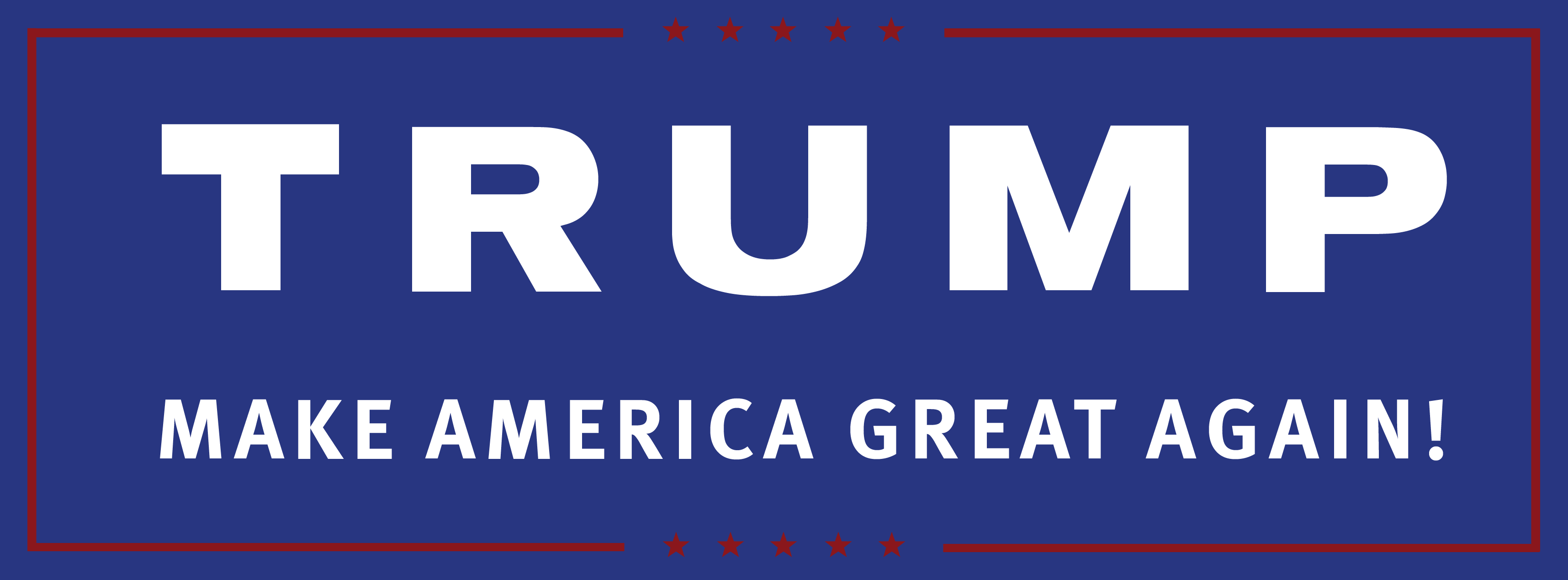
Logo và khẩu hiệu của chiến dịch

Tư tưởng chính trị theo chủ nghĩa đại chúng và dân tộc của Trump nhận được sự ủng hộ mãnh liệt của tầng lớp cử tri công nhân và cử tri có trình độ dưới đại học, trong bối cảnh có rất nhiều tranh cãi gay gắt xoay quanh ông trên các phương tiện thông tin đại chúng. Những chính sách mà ông đề xuất và các bình luận của ông về tình hình đất nước đã giúp ông luôn là ứng viên dẫn đầu của Đảng Cộng hòa trong các thăm dò dư luận. Một số bình luận của ông đã được cho là gây tranh cãi bởi nhiều nhân vật chính trị và đặc biệt là các cơ quan truyền thông chính thống, những người liên tục đưa tin về Trump và gián tiếp giúp ông đạt kết quả cao trong các cuộc thăm dò. Việc được đưa tin liên tục cùng với khả năng tự chủ tài chính cho toàn bộ chiến dịch đã tạo điều kiện cho ông không cần tới mô hình super PAC, điều mà ông luôn chỉ trích cùng với các chính trị gia sử dụng mô hình này cho việc gây quỹ các chiến dịch của họ. Việc Trump nói không với nói giảm nói tranh trong chính trị đã trở thành chủ đề chính trong chiến dịch của ông và được số đông người ủng hộ yêu thích. Tuyên bố gây ra nhiều tranh cãi nhất và được đưa tin nhiều nhất của Trump liên quan tới vấn đề nhập cư và an ninh biên giới, với việc Trump đề nghị trục xuất toàn bộ người nhập cư bất hợp pháp, xây tường dọc biên giới Mexico, và lệnh cấm tạm thời người Hồi giáo nhập cảnh vào Hoa Kỳ, trong khi đưa ra những bình luận mang tính kích động về những người nhập cư bất hợp pháp vào Mỹ qua biên giới Mexico.
Trump nhận được sự ủng hộ rộng khắp cho ý tưởng mà ông và những người ủng hộ gọi là "có sao nói vậy", với thái độ lên án kịch liệt cách nói giảm nói tránh của chính trị gia. Việc chạy đua của ông đối trọng với phe truyền thống của Đảng Cộng hòa, những người phản đối chiến dịch của ông và quan ngại rằng việc ông được đề cử có thể khiến cho Đảng Dân chủ giành được thắng lợi cuối cùng. Tuy nhiên, chiến dịch của Trump vẫn đang đạt được thắng lợi lớn, một phần do sự đưa tin rộng khắp của giới truyền thông. Ông thường xuyên đưa ra những tuyên bố mạnh mẽ và gây tranh cãi về những vấn đề thu hút sự chú ý của tầng lớp cử tri công nhân. Các đối thủ chính trị nói rằng Trump cố tình gây "bất hòa", "không nghiêm túc" và là một "tên du côn".

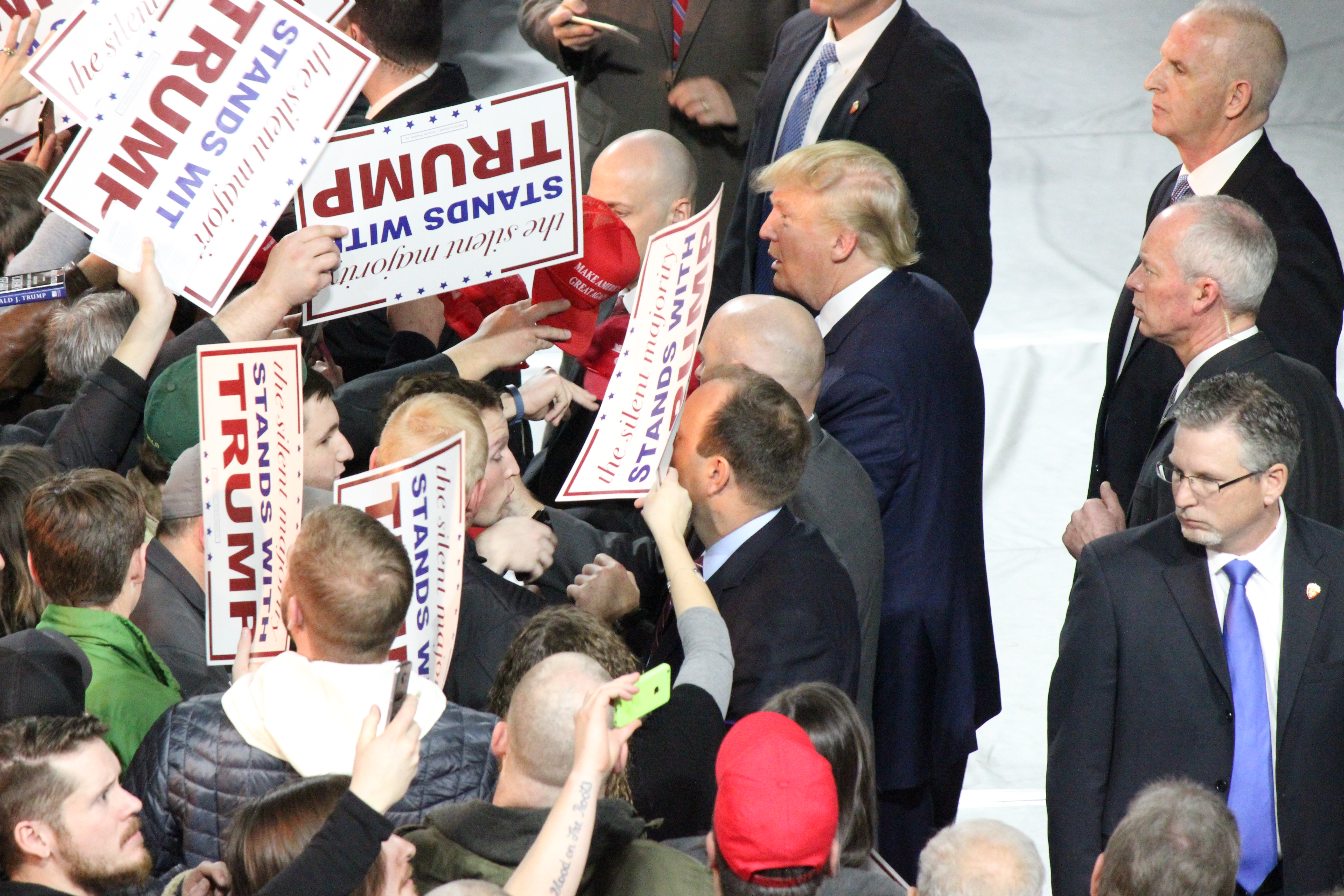
Trump và những người ủng hộ trong buổi vận động tranh cử tại Muscatine, Iowa tháng 1 năm 2016. Nhiều người cầm bảng ghi dòng chữ "Nhóm đa số trầm tĩnh ủng hộ Trump".

Trump đã thực hiện một số công kích cá nhân vào các nhân vật quan trọng trong giới báo chí, chính trị gia và các đối thủ. Ông thường đăng tải nhiều tin trên Twitter bày tỏ thái độ bức xúc về những người chỉ trích ông hoặc người mà ông không đồng quan điểm. Một "bách khoa toàn thư" đầy đủ về những tin "xúc phạm" của Trump đã được đăng tải trên New York Times.
Không cần tới mô hình super PAC (Hội đồng Hoạt động Chính trị) rất phổ biến trong số các đối thủ, Trump nhấn mạnh rằng khả năng độc lập tài chính cho chiến dịch của mình – nhờ có khối tài sản cá nhân đáng kể (do ông là tỷ phú) – là bằng chứng cho thấy ông "không thể bị mua chuộc". Tuy nhiên, cho tới 15 tháng 10 thì quyên góp đã vượt mặt tự chủ tài chính. Trump chi tiền ít hơn các đối thủ rất nhiều, chủ yếu dựa vào sự đưa tin miễn phí của báo giới thay vì phải thuê quảng cáo trên truyền hình.
Chính sách nhập cư của Trump đề nghị trục xuất 11 triệu người nhập cư bất hợp pháp tại Mỹ và xây dựng một bức tường lớn dọc biên giới Mexico–Hoa Kỳ. Felipe Calderon, cựu tổng thống Mexico nói rằng, "Chúng tôi sẽ không trả một xu nào cho một bức tường ngớ ngẩn như vậy! Và nó cũng sẽ hoàn toàn vô dụng".
Trump cũng kêu gọi không kích quyết liệt nhóm khủng bố ở Trung Đông ISIS và ủng hộ việc theo dõi các nhà thờ hồi giáo ở Mỹ.
Trump có phát biểu rất đanh thép về tôn giáo. Ông kêu gọi một lệnh cấm tạm thời người Hồi giáo nhập cảnh vào Mỹ, viện dẫn mối liên hệ giữa người Hồi giáo và khủng bố. Ông cũng đặt câu hỏi về đức tin của các ứng viên khác, bao gồm Ben Carson và Ted Cruz.

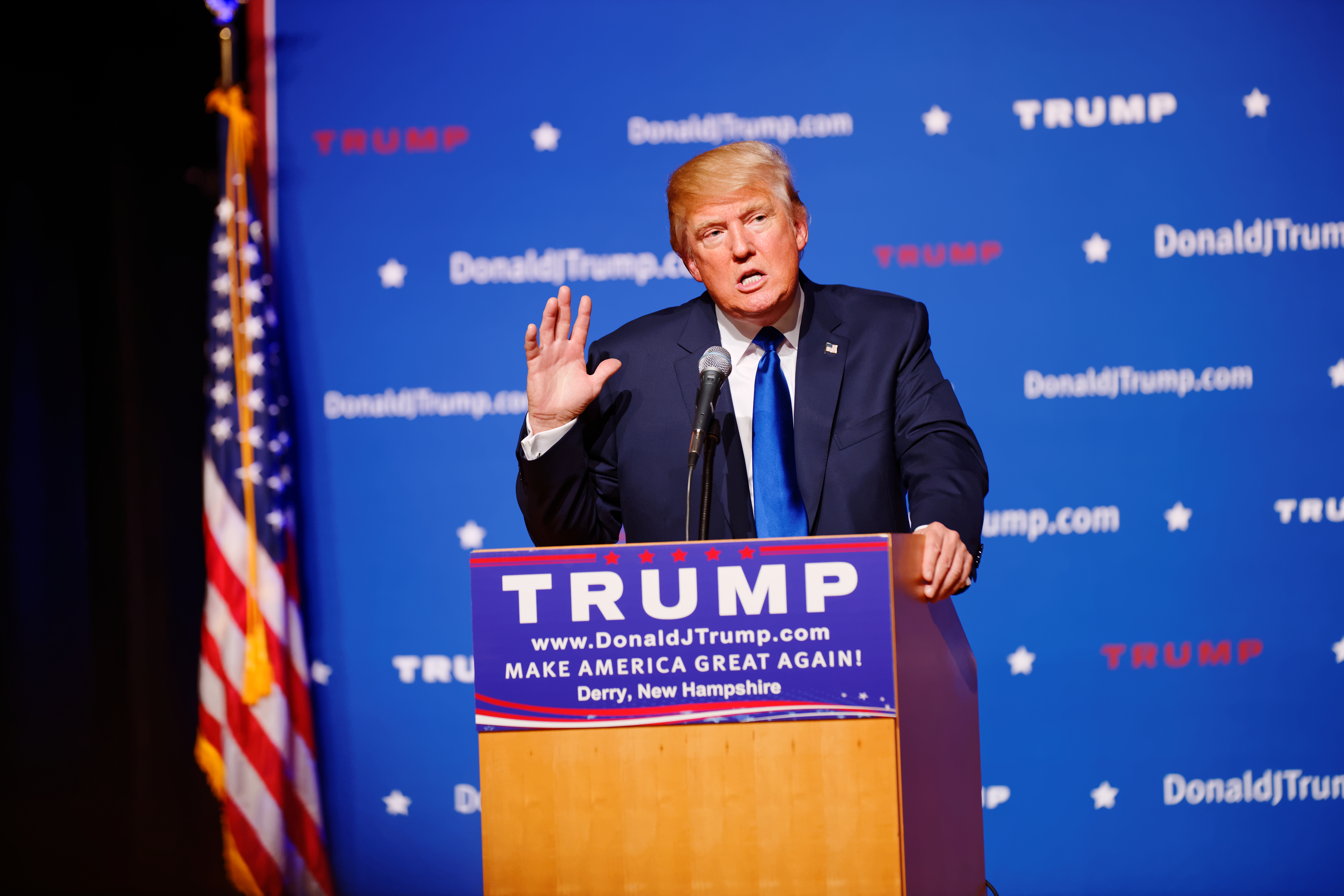
Trump tại một sự kiện sớm trong chiến dịch tranh cử ở New Hampshire, ngày 19 tháng 8 năm 2015

Các vấn đề khác mà ông nhấn mạnh bao gồm việc chăm lo cho cựu chiến binh, củng cố lại quân đội "mạnh hơn", và kéo các hiệp ước thương mại về phía có lợi cho người lao động Mỹ.
Sau cuộc bỏ phiếu sơ bộ của Đảng Cộng hòa vào ngày 3 tháng 5 năm 2016, Trump đã giành chiến thắng để trở thành ứng cử viên đại diện cho Đảng đứng ra tranh cử Tổng thống Hoa Kỳ với ứng viên của Đảng Dân chủ là bà Hillary Clinton.

#### Đề xuất lệnh cấm người Hồi giáo nhập cảnh vào Mỹ
Tuy nhiên, một số lượng lớn và đa dạng người nổi tiếng không đồng tình với ý kiến của Trump. Đề xuất vấp phải sự chỉ trích rộng khắp từ cả trong và ngoài nước Mỹ – bao gồm cả những nhân vật ít khi dính dáng tới các chiến dịch bầu cử tổng thống Mỹ như các lãnh đạo nước ngoài và chính những người lãnh đạo đảng của Trump, những người có quan điểm hiếm khi đối lập trong kì bầu cử sơ bộ của đảng. Cụ thể, những người chỉ trích gồm có Thủ tướng Anh David Cameron, Thủ tướng Pháp Manuel Valls và Ngoại trưởng Canada Stephane Dion, Chủ tịch Đảng Cộng hòa Reince Priebus, Người phát ngôn Hạ viện Mỹ thuộc Đảng Cộng hòa Paul Ryan, Người đứng đầu đảng đa số Thượng viện Mỹ thuộc Đảng Cộng hòa Mitch McConnell. Một cuộc vận động nhằm cấm Trump nhập cảnh vào Vương quốc Anh đã nhận được trên 540.000 chữ ký, một kỉ lục cho website của Chính phủ Anh. Các thành viên trong chính đảng của Trump cũng tranh luận rằng một đề xuất cấm thành viên của một tôn giáo lớn trên thế giới vi phạm những giá trị truyền thống của đảng, đó là Tu chính án thứ nhất của Hiến pháp (quyền được tự do tôn giáo) và nguồn gốc nhập cư của quốc gia. Những người chỉ trích cũng chỉ ra rằng đề nghị này cũng dẫn đến việc cấm cửa nhiều đồng minh thân cận nhất trong cuộc chiến chống khủng bố của đất nước, từ những người phiên dịch trợ giúp cho CIA cho đến Quốc vương Abdullah của Jordan và nó sẽ có lợi cho ISIL thông qua việc củng cố luận điểm của ISIL rằng Hoa Kỳ đang chống lại đức tin của người Hồi giáo. Lầu Năm Góc đã đưa ra thông cáo rằng "bất cứ điều gì đem lại lợi ích cho các luận điểm của ISIL và đem nước Mỹ chống lại đức tin người Hồi giáo thì không chỉ đi ngược lại những giá trị của đất nước mà còn đi ngược lại an ninh quốc gia". The Washington Post đưa tin, "Donald Trump có mặt trong một video tuyển mộ mới của những kẻ thánh chiến".
Tháng 1 năm 2013, Trump là một nhân vật nổi tiếng ở Israel, đã mua đất ở Israel. Trump còn đăng tải một đoạn video ủng hộ Thủ tướng Israel Benjamin Netanyahu trong kì bầu cử năm 2013. Tuy nhiên, sau lời kêu gọi tạm thời cấm người Hồi giáo tới Hoa Kỳ, nhiều lãnh tụ Do thái, bao gồm cả Netanyahu, đã chỉ trích đề xuất của Trump. Hàng chục thành viên nội các Israel, trong đó nhiều người theo đạo Hồi, gồm đủ mọi tư tưởng chính trị, đã ký một bản kiến nghị kêu gọi Netanyahu không gặp mặt Trump trong tháng đó. Một ngày sau, Trump hoãn chuyến thăm tới Israel cho tới khi "một ngày nào đó sau khi tôi trở thành Tổng thống Mỹ", nói rằng ông không muốn khiến cho Netanyahu phải "chịu áp lực".
Trong một cuộc tranh luận của đài Fox News, khi được hỏi về tính khả thi của kế hoạch cấm người Hồi giáo tới Mỹ, Trump nói rằng Bỉ và Pháp đã gặp tai họa bởi người Hồi giáo ở các nước đó không thể hòa nhập. Trump nói rằng sống ở Brussels như sống ở "địa ngục" vì sự đồng hóa của người Hồi giáo ở mức khủng khiếp.

#### Kiến nghị cấm Trump tới Vương quốc Anh
Ngay sau những bình luận gây tranh cãi của Trump về vấn đề người nhập cư Hồi giáo, một cuộc vận động với tên gọi "Cấm Donald J. Trump tới Anh" được phát động ở Anh, trên trang web kiến nghị điện tử của Quốc hội, kêu gọi Chính phủ Anh cấm ông nhập cảnh. Tới 05:00 ngày 11 tháng 12, tổng số chữ ký đã vượt quá 500.000, vượt xa mức 100.000 theo yêu cầu để triệu tập một cuộc tranh luận trong Nghị viện. Ngày 18 tháng 1, Hạ viện Anh tranh luận về vấn đề này, nhưng cuối cùng không tổ chức bỏ phiếu vì các nghị sĩ không có quyền để ban hành một lệnh cấm như vậy. Cuộc tranh luận kéo dài 3 giờ đồng hồ đã chứng kiến thành viên của tất cả các bên trong nghị viện miêu tả Trump là "một thằng hề", "điên khùng", "hiếu chiến" và "một kẻ khó ưa".

#### Phê bình
- Roland Nelles, biên tập trưởng về mục chính trị báo Spiegel, Đức viết từ Washington nhân ngày "Super Tuesday", "Trump không phải là Hoa Kỳ. Ông ta chỉ đại diện cho mặt xấu của Mỹ.[323]

#### Trở thành ứng cử viên Tổng thống của Đảng Cộng hòa
Sau cuộc bỏ phiếu sơ bộ của Đảng Cộng hòa vào ngày 3 tháng 5 năm 2016, Trump đã giành chiến thắng để trở thành ứng cử viên đại diện cho Đảng đứng ra tranh cử Tổng thống Hoa Kỳ với ứng viên của Đảng Dân chủ là bà Hillary Clinton.

## Nhiệm kỳ tổng thống lần thứ nhất (2017–2021)

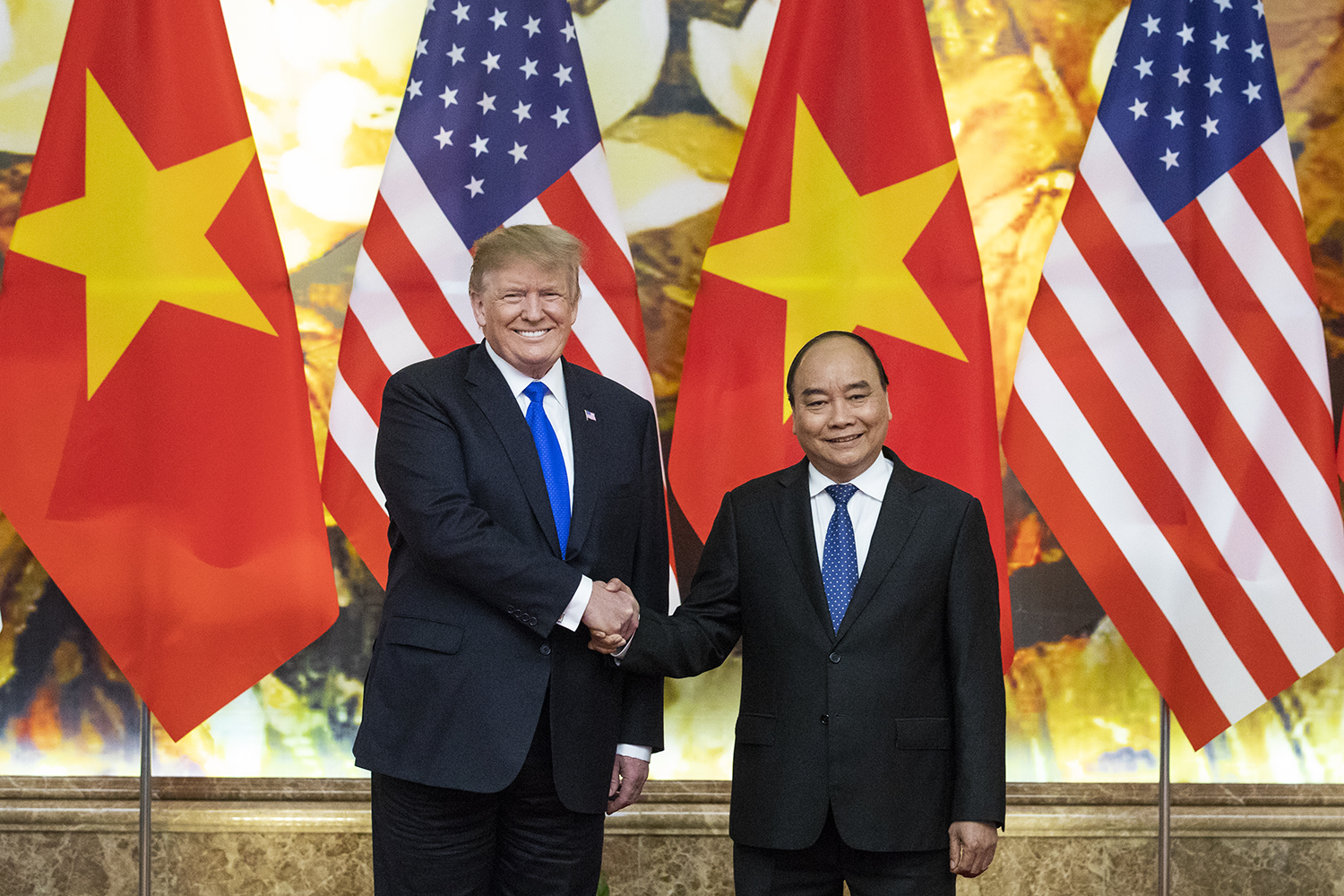
Donald Trump (trái) và Thủ tướng Việt Nam Nguyễn Xuân Phúc, tháng 2 năm 2019.

Sau khi chiến thắng trong cuộc Bầu cử tổng thống Hoa Kỳ năm 2016, nhiệm kỳ tổng thống Donald Trump bắt đầu vào buổi trưa ngày 20 tháng 1 năm 2017, ngày mà Donald Trump trở thành Tổng thống thứ 45 của Hoa Kỳ, thay thế Barack Obama. Một buổi lễ nhậm chức công khai cho công chúng tham gia được tổ chức vào Thứ sáu, ngày 20 tháng 1 năm 2017, tại Mặt phía Đông của toà nhà Điện Capitol Hoa Kỳ ở Washington, D.C.

### Các chính sách trong nước

#### Kinh tế và thương mại

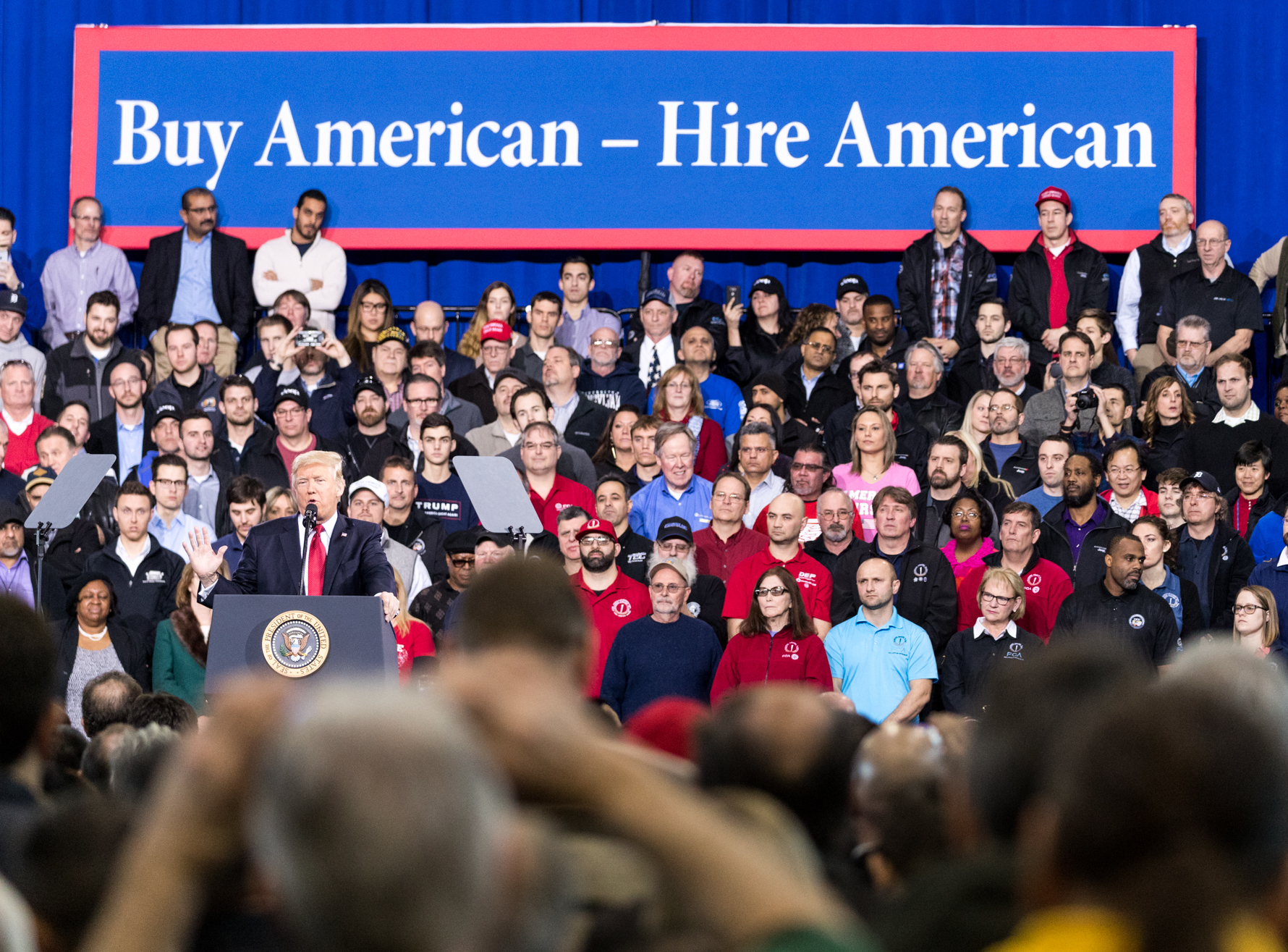
Trump nói chuyện với công nhân ô tô ở Michigan, tháng 3 năm 2017

Trong suốt nhiệm kỳ tổng thống của mình, Trump đã nhiều lần tuyên bố rằng nền kinh tế dưới thời của ông là nền kinh tế tốt nhất trong lịch sử Hoa Kỳ .
Vào tháng 12 năm 2017, Trump đã ký thông qua đạo luật cắt giảm thuế suất doanh nghiệp xuống còn 21%, giảm mức thuế thu nhập cá nhân cho đến năm 2025 .
Trump là người hoài nghi các hiệp định thương mại đa phương, tin rằng chúng khuyến khích các hành vi thương mại không công bằng, ông ủng hộ các hiệp định thương mại song phương vì chúng cho phép một bên có thể rút lui nếu bên kia bị cho là hành xử không công bằng. Trump đã chỉ trích mạnh mẽ NAFTA trong chiến dịch sơ bộ của Đảng Cộng hòa vào năm 2015 . Ông rút Mỹ khỏi các cuộc đàm phán Hiệp định Đối tác Xuyên Thái Bình Dương (TPP) , áp đặt thuế quan đối với thép và nhôm nhập khẩu , và phát động chiến tranh thương mại với Trung Quốc bằng cách tăng mạnh thuế quan đối với 818 loại hàng hóa Trung Quốc nhập khẩu vào Mỹ (trị giá 50 tỷ USD) . Cuộc chiến thương mại đã gây tổn hại lớn cho nền kinh tế Trung Quốc, một báo cáo vào tháng 1 năm 2020 cho thấy mức tăng trưởng GDP của Trung Quốc đã giảm xuống mức thấp nhất trong vòng 3 thập kỷ, trong khi GDP của Hoa Kỳ vẫn tiếp tục duy trì mức tăng trưởng ổn định cho đến trước đại dịch COVID-19 .
Trump đã cam kết trong chiến dịch tranh cử năm 2016 của mình rằng ông sẽ nỗ lực để giảm mức thâm hụt thương mại của Hoa Kỳ, lời hứa của ông đã trở thành hiện thực vào đầu năm 2020 khi thâm hụt thương mại của Mỹ giảm xuống mức thấp nhất sau 6 năm 
Trên thị trường lao động, trong ba năm đầu tiên thuộc nhiệm kỳ của Trump tỷ lệ thất nghiệp tại Hoa Kỳ đã giảm mạnh, xuống mức thấp kỷ lục trong 50 năm là 3,5% vào tháng 9 năm 2019 . Từ tháng 11 năm 2016 đến cuối tháng 1 năm 2019, hơn 5,3 triệu việc làm mới đã được tạo ra . Vào tháng 4 năm 2019, tỷ lệ thất nghiệp của phụ nữ tại Hoa Kỳ tụt xuống mức thấp nhất kể từ năm 1953 . Vào tháng 4 năm 2019, tỷ lệ thất nghiệp của người gốc Latinh tại Mỹ giảm xuống mức thấp nhất từng được ghi nhận . Cũng trong tháng 4 năm 2019, tỷ lệ thất nghiệp đối với những người không có bằng cử nhân tại Mỹ đã giảm xuống mức kỷ lục . Vào tháng 7 năm 2019, tỷ lệ thất nghiệp của người da đen tại Mỹ giảm xuống mức thấp nhất từng được ghi nhận , và tỷ lệ này tiếp tục giảm hơn nữa vào tháng 8 năm 2019 trong khi khoảng cách thất nghiệp giữa người da trắng và người da đen cũng giảm xuống mức thấp kỷ lục . Vào tháng 4 năm 2020, tỷ lệ thất nghiệp chính thức tăng lên 14,7% do tác động của đại dịch COVID-19, nhựng đã giảm trong những tháng sau đó.
Kể từ khi Tổng thống Donald Trump lên cầm quyền, thị trường chứng khoán Mỹ tăng điểm mạnh hơn so với dưới thời của đa số các vị Tổng thống tiền nhiệm.
Cuối năm 2019, hãng tin Bloomberg dẫn dữ liệu của công ty Bespoke Investment Group bắt đầu từ năm 1928 cho biết chỉ số S&P 500 đã tăng hơn 50% kể từ khi ông Trump đắc cử Tổng thống, cao hơn gấp đôi so với mức tăng bình quân 23% trong 3 năm đầu cầm quyền của các Tổng thống Mỹ tiền nhiệm .
Vào tháng 7 năm 2019, sự bùng nổ kinh tế mạnh mẽ dưới thời Donald Trump đã thiết lập nên kỷ lục, trở thành thời kỳ tăng trưởng kinh tế dài nhất trong lịch sử Hoa Kỳ . Một cuộc khảo sát của Trung tâm Nghiên cứu Pew, cũng như nhiều cuộc thăm dò khác, cho thấy niềm tin kinh tế cao và sự tán thành chung về hiệu quả kinh tế của Tổng thống Trump . Một cuộc thăm dò của Gallup vào tháng 4 năm 2019 cho thấy mức độ lạc quan tài chính đạt mức cao nhất trong 18 năm và đa số người tham gia khảo sát cho rằng tình hình tài chính của họ là "tuyệt vời" hoặc "tốt" . Theo một cuộc thăm dò của CNN vào tháng 12 năm 2019, 76% người Mỹ tin rằng nền kinh tế đang hoạt động rất tốt 

#### Năng lượng và khí hậu
Trump bác bỏ sự đồng thuận khoa học về biến đổi khí hậu . Vào cuối năm 2017, Trump đã thực hiện nhiều động thái nhằm hủy bỏ các chính sách và quy định về môi trường dưới thời chính quyền Obama. Vào tháng 6 năm 2017, Trump tuyên bố rút Hoa Kỳ khỏi Hiệp định Paris, khiến Hoa Kỳ trở thành quốc gia duy nhất trên thế giới không phê chuẩn hiệp định này . Trong bài phát biểu thông báo về quyết định của mình, Trump nói rõ rằng "Tôi được bầu để đại diện cho công dân của Pittsburgh, không phải Paris" và rằng "việc chúng tôi rút khỏi thỏa thuận nhằm thể hiện sự tái khẳng định về chủ quyền của Mỹ"  Vào ngày 26 tháng 8 năm 2019, Tổng thống Trump tuyên bố rằng mặc dù ông ủng hộ một môi trường trong sạch, nhưng ông sẽ không hy sinh sự giàu có và thịnh vượng kinh tế của Hoa Kỳ bằng những chính sách cực đoan về môi trường.
Tuy vậy các chính sách về năng lượng và môi trường chính quyền Trump cũng đã đạt được nhiều thành tựu. Năm 2017, Hoa Kỳ chứng kiến mức giảm phát thải carbon lớn nhất so với bất kỳ quốc gia nào ngay cả khi mức phát thải toàn cầu tăng lên , và EPA báo cáo rằng lượng khí thải của Hoa Kỳ giảm 2,7%, giảm nhiều hơn so với năm 2016.
Nhờ các chính sách năng lượng của Tổng thống Trump, Mỹ đã trở thành nhà sản xuất dầu mỏ và khí đốt tự nhiên lớn nhất thế giới . Mỹ không chỉ trở thành nhà sản xuất dầu lớn nhất mà còn lần đầu tiên trở thành nhà xuất khẩu dầu ròng kể từ năm 1949 . Các sản phẩm từ dầu mỏ và khí đốt của Hoa Kỳ tràn ngập thị trường châu Âu, gây thiệt hại nặng nề cho hoạt động xuất khẩu của các nước OPEC và Nga . Sự độc lập về năng lượng ngày càng tăng của Hoa Kỳ cũng làm giảm sự phụ thuộc của quốc gia vào việc nhập khẩu dầu từ nước ngoài nhằm ổn định nền kinh tế.
Dưới thời Trump, Mỹ tiếp tục gia tăng vị thế thống trị của mình trong ngành năng lượng toàn cầu . Vào giữa tháng 2 năm 2019, sản lượng dầu của Hoa Kỳ đạt 12 triệu thùng/ ngày, một thành tích vượt chỉ tiêu đề ra , và xuất khẩu dầu thô đạt mức kỷ lục. Kim ngạch xuất khẩu khí đốt tự nhiên hóa lỏng tiếp tục tăng nhanh. Ngoài ra, Cơ quan Năng lượng Quốc tế đã báo cáo vào tháng 3 năm 2019 rằng cuộc cách mạng dầu đá phiến của Hoa Kỳ đã "kích hoạt sự chuyển đổi nhanh chóng của thị trường dầu mỏ toàn cầu" . Hoa Kỳ đã vượt qua Ả Rập Saudi để trở thành nước xuất khẩu dầu mỏ đứng đầu thế giới vào cuối năm 2019 .

#### Chăm sóc sức khỏe
Trong chiến dịch tranh cử của mình, Trump đã thề sẽ bãi bỏ và thay thế Đạo luật Obamacare , và ngay sau khi nhậm chức, Trump đã thúc giục Quốc hội làm như vậy. Vào tháng 5 năm 2017, Hạ viện do Đảng Cộng hòa kiểm soát đã đồng ý thông qua dự luật nhằm bãi bỏ Obamacare , nhưng dự luật này đã bị từ chối tại Thượng viện khi mà ba thượng nghị sĩ Đảng Cộng hòa cùng với tất cả các thượng nghị sĩ của Đảng Dân chủ đã bỏ phiếu chống lại nó . Trump đã cố gắng thu hẹp hiệu lực của Obamacare thông qua các Sắc lệnh hành pháp 13765  và 13813 .

#### Các vấn đề xã hội
Trump ủng hộ việc sửa đổi cương lĩnh năm 2016 của Đảng Cộng hòa nhằm phản đối việc phá thai bừa bãi, ông tin rằng phá thai nên được xem là hành vi bất hợp pháp và chỉ được cho phép trong các trường hợp thai nhi được hình thành bởi hiếp dâm, loạn luân hoặc các trường hợp thai nhi gây nguy hiểm cho sức khỏe của người mẹ . Ông cam kết sẽ bổ nhiệm một thẩm phán Tòa án Tối cao có quan điểm "Pro-Life", ông cũng hứa hẹn vào năm 2016 rằng ông sẽ bổ nhiệm một thẩm phán sẵn sàng hủy bỏ phán quyết Roe v. Wade (là phán quyết vào năm 1973 đã hợp pháp hóa phá thai ở Mỹ) . Ông cho biết cá nhân ông ủng hộ "hôn nhân truyền thống"   nhưng coi tính hợp pháp trên toàn quốc của hôn nhân đồng giới là một vấn đề "đã được dàn xếp" .
Trump nói rằng ông phản đối việc kiểm soát súng nói chung và là một người ủng hộ Tu chính án số 2 , mặc dù quan điểm của ông đã thay đổi theo thời gian. Sau một số vụ xả súng hàng loạt trong nhiệm kỳ của mình, Trump ban đầu nói rằng ông sẽ đề xuất luật để hạn chế bạo lực súng đạn, nhưng đã từ bỏ ý tưởng này vào tháng 11 năm 2019. Chính quyền Trump đã đưa ra quan điểm chống lại việc hợp pháp hóa cần sa , ông đã thu hồi các chính sách cung cấp sự bảo vệ cho các tiểu bang hợp pháp hóa cần sa từ thời Obama . Trump ủng hộ hình phạt tử hình . Dưới thời Trump, vụ hành quyết cấp liên bang lần đầu tiên sau 17 năm đã được thực hiện . Năm tù nhân liên bang khác bị hành quyết, làm cho tổng số vụ hành quyết liên bang dưới thời Trump cao hơn tất cả những người tiền nhiệm của ông cộng lại từ năm 1963 .

### Chính sách đối ngoại
Trump tự mô tả mình là một "người theo chủ nghĩa dân tộc"  và chính sách đối ngoại của ông là "Nước Mỹ trên hết" ; ông tán thành các quan điểm theo chủ nghĩa biệt lập, không can thiệp và chủ nghĩa bảo hộ .
Trump đã nhiều lần ca ngợi và bày tỏ sự ủng hộ đối với những nhà lãnh đạo theo chủ nghĩa dân tộc như Benjamin Netanyahu của Israel , Rodrigo Duterte của Philippines , Abdel Fattah el-Sisi của Ai Cập , Tayyip Erdoğan của Thổ Nhĩ Kỳ , Vladimir Putin của Nga , Vua Salman của Ả Rập Saudi , Tổng thống Brazil Jair Bolsonaro , Tổng thống Ấn Độ Narendra Modi , Tổng thống Hungary Viktor Orbán , và Tổng thống Ba Lan Andrzej Duda .
Khi còn là ứng cử viên, Trump đã đặt câu hỏi về sự cần thiết của NATO, với tư cách là tổng thống, ông đã nhiều lần công khai chỉ trích NATO và các đồng minh NATO của Hoa Kỳ, cũng như nhiều lần tuyên bố rằng Hoa Kỳ nên rút khỏi NATO .

#### Syria
Trump đã ra lệnh thực hiện các cuộc tấn công tên lửa vào tháng 4 năm 2017 và vào tháng 4 năm 2018 chống lại chế độ Assad ở Syria, nhằm trả đũa các cuộc tấn công hóa học tại Khan Shaykhun và Douma .
Chính quyền Trump đã đạt được tiến bộ vô cùng lớn trong việc chống lại Nhà nước Hồi giáo tự xưng (ISIS). Vào cuối năm 2017, ISIS đã mất 98% tổng số lãnh thổ mà chúng từng nắm giữ, và hầu hết các tổn thất của ISIS đã xảy ra dưới thời Chính quyền Trump . Vào ngày 9 tháng 12 năm 2017, Iraq tuyên bố rằng họ đã giành thắng lợi quyết định trước ISIS.  Đến tháng 3 năm 2019, Nhà nước Hồi giáo tự xưng ISIS đã mất tất cả lãnh thổ mà chúng đã từng chinh phục được . Người đứng đầu ISIS là Al-Baghdadi đã bị quân đội Mỹ tiêu diệt vào tháng 10 năm 2019 , đây là những thắng lợi quan trọng của chính quyền Trump trong cuộc chiến chống khủng bố.

#### Iran
Trump đã mô tả chế độ ở Iran là "chế độ bất hảo", mặc dù ông cũng khẳng định rằng ông không có ý định hỗ trợ cho sự thay đổi chế độ tại Iran .
Trump liên tục chỉ trích Kế hoạch Hành động Toàn diện Chung (JCPOA), một thỏa thuận hạt nhân được đàm phán giữa Hoa Kỳ, Iran và năm cường quốc vào năm 2015 . Vào tháng 5 năm 2018, Trump tuyên bố Mỹ đơn phương rời khỏi JCPOA . Sau khi rút khỏi thỏa thuận, chính quyền Trump đã tiếp tục chính sách "gây áp lực tối đa" đối với Iran thông qua các biện pháp trừng phạt kinh tế .
Sau các vụ thử tên lửa của Iran vào tháng 1/2017, chính quyền Trump đã áp đặt lệnh trừng phạt đối với 25 cá nhân và thực thể Iran . Vào tháng 8 năm 2017, Trump đã ký đạo luật áp đặt các biện pháp trừng phạt bổ sung đối với Iran, Nga và Triều Tiên .
Vào tháng 5/2017, quan hệ căng thẳng giữa Mỹ và Iran leo thang khi Trump triển khai máy bay ném bom quân sự và một nhóm tàu sân bay tới Vịnh Ba Tư . Trump và Thái tử Ả Rập Saudi Mohammad bin Salman là đồng minh chặt chẽ trong cuộc xung đột với Iran . Trump chấp thuận việc triển khai thêm quân đội Hoa Kỳ đến Ả Rập Xê Út và Các Tiểu vương quốc Ả Rập Thống nhất sau cuộc tấn công vào các cơ sở dầu mỏ của Ả Rập Xê Út, cuộc tấn công mà Hoa Kỳ tin rằng Iran chịu trách nhiệm 
Ngày 3 tháng 1 năm 2020 — Tổng thống Trump đã ra lệnh tiến hành một cuộc không kích ở Baghdad nhằm tiêu diệt một số quan chức trong quân đội Iran, bao gồm cả vị tướng nổi tiếng của Iran là Qasem Soleimani, người chỉ huy Lực lượng Quds của Lực lượng Vệ binh Cách mạng Hồi giáo, cùng với 8 kẻ khác .

#### Israel
Trump ủng hộ các chính sách của Thủ tướng Israel Benjamin Netanyahu . Trong nhiệm kỳ của Trump, Mỹ đã chính thức công nhận Jerusalem là thủ đô của Israel vào năm 2017, và mở một đại sứ quán tại Jerusalem vào tháng 5 năm 2018 . Đại hội đồng LHQ thông qua một nghị quyết phản đối động thái này . Vào tháng 3 năm 2019, Trump đảo ngược chính sách kéo dài hàng thập kỷ của Mỹ bằng cách công nhận Cao nguyên Golan là một phần lãnh thổ của Israel , một động thái bị phản đối bởi Liên minh châu Âu và Liên đoàn Ả Rập 
.

#### Trung Quốc
Trước và trong nhiệm kỳ tổng thống của mình, Trump đã nhiều lần cáo buộc Trung Quốc lợi dụng Mỹ một cách không công bằng, ông đã phát động một cuộc chiến tranh thương mại chống lại Trung Quốc , trừng phạt Huawei với cáo buộc công ty này "có quan hệ với Iran" , gia tăng đáng kể các hạn chế về thị thực đối với sinh viên và học giả Trung Quốc, và xếp Trung Quốc vào nhóm các nước thao túng tiền tệ . Sau khi ban đầu ca ngợi Trung Quốc về việc xử lý đại dịch COVID-19, ông bắt đầu chiến dịch chỉ trích hành vi giấu thông tin về dịch bệnh của nước này, bắt đầu từ tháng 3 .
Cuộc chiến thương mại đã gây tổn hại lớn cho nền kinh tế Trung Quốc hơn là nền kinh tế của Hoa Kỳ, một báo cáo vào tháng 1 năm 2020 cho thấy mức tăng trưởng GDP của Trung Quốc đã giảm xuống mức thấp nhất sau 3 thập kỷ, trong khi GDP của Hoa Kỳ vẫn tiếp tục duy trì mức tăng trưởng ổn định cho đến trước đại dịch COVID-19 .

#### Bắc Triều Tiên
Năm 2017, chương trình vũ khí hạt nhân của Bắc Triều Tiên ngày càng được coi là mối đe dọa nghiêm trọng . Vào tháng 8 năm 2017, Trump đã cảnh báo rằng những hành vi đe dọa của Triều Tiên sẽ phải trả giá bằng "lửa và cơn thịnh nộ mà thế giới chưa từng thấy". Triều Tiên đáp trả bằng cách đưa ra kế hoạch cho các cuộc thử nghiệm tên lửa sẽ hạ cánh gần đảo Guam . Trong bài phát biểu vào tháng 9 năm 2017 tại Đại hội đồng Liên Hợp Quốc, Trump nói rằng Mỹ sẽ "hủy diệt hoàn toàn Triều Tiên" nếu "buộc phải" làm như vậy . Cũng trong tháng 9 năm 2017, Trump gia tăng các biện pháp trừng phạt đối với Triều Tiên, tuyên bố rằng ông muốn Triều Tiên "phi hạt nhân hóa hoàn toàn" . Tuy nhiên, sau giai đoạn căng thẳng này vào năm 2017, Trump và nhà lãnh đạo Triều Tiên Kim Jong-un đã trao đổi ít nhất 27 lá thư (được Trump mô tả là "những bức thư tình"), trong đó hai người mô tả một tình bạn ấm áp .
Vào tháng 3 năm 2018, Trump ngay lập tức đồng ý đề nghị của Kim về một cuộc gặp giữa hai bên . Vào tháng 6 năm 2018, Trump và Kim gặp nhau trong hội nghị thượng đỉnh Mỹ-Triều tại Singapore . tại đây cả hai nhà lãnh đạo đã cam kết cải thiện mối quan hệ và tiến tới phi hạt nhân hóa Bán đảo Triều Tiên, thế nhưng hội nghị thượng đỉnh Trump-Kim lần thứ hai tại Hà Nội vào tháng 2 năm 2019 đã đột ngột chấm dứt mà không có thỏa thuận nào được đưa ra . Vào tháng 6 năm 2019, Trump, Kim và Tổng thống Hàn Quốc Moon Jae-in đã có cuộc hội đàm ngắn tại Khu phi quân sự của Triều Tiên, đánh dấu lần đầu tiên một tổng thống Mỹ đương nhiệm đặt chân tới Triều Tiên. Tại đây Trump và Kim đã đồng ý nối lại các cuộc đàm phán . Cuộc đàm phán song phương vào tháng 10 năm 2019 đã không thành công 

#### Nga
Trong suốt chiến dịch tranh cử và trên cương vị tổng thống, Trump đã nhiều lần khẳng định rằng ông mong muốn có quan hệ tốt hơn với Nga . Theo Tổng thống Nga Vladimir Putin và một số chuyên gia chính trị và nhà ngoại giao, mối quan hệ Mỹ-Nga vốn đã ở mức thấp nhất kể từ khi Chiến tranh Lạnh kết thúc, càng trở nên xấu đi kể từ khi Trump nhậm chức vào tháng 1 năm 2017 . 
Bất chấp tuyên bố của đảng Dân chủ và những người cánh tả khác rằng Tổng thống Trump có "thông đồng" với Nga, Chính quyền Trump đã có nhiều hành động cứng rắn chống lại Nga.

### Nhập cư
Các chính sách nhập cư được đề xuất của Trump là một chủ đề tranh luận gay gắt và gây tranh cãi trong suốt chiến dịch tranh cử. Ông hứa sẽ xây dựng một bức tường ở biên giới Mexico – Hoa Kỳ để ngăn chặn những người nhập cư bất hợp pháp và thề rằng Mexico sẽ trả tiền cho bức tường này . Ông cam kết trục xuất hàng loạt những người nhập cư bất hợp pháp đang cư trú tại Hoa Kỳ , và chỉ trích chính sách cấp quốc tịch cho mọi trẻ em sinh ra trên lãnh thổ Hoa Kỳ .
Từ năm 2018, Trump đã triển khai gần 6.000 quân đến biên giới Hoa Kỳ – Mexico . Trump đã giảm hạn ngạch số lượng người tị nạn được nhận vào Hoa Kỳ xuống mức thấp kỷ lục. Khi Trump nhậm chức, số người tị nạn được cấp phép hàng năm là 110.000 người; Trump đặt ra giới hạn là 18.000 người trong năm tài chính 2020 và 15.000 trong năm tài chính 2021 .
Do các chính sách nhập cư cứng rắn của chính quyền Trump, hàng nghìn người xin tị nạn đã từ bỏ việc cố gắng nhập cảnh vào Hoa Kỳ, và tỷ lệ nhập cư bất hợp pháp đã giảm mạnh. Do số lượng người nhập cư bất hợp pháp đã giảm, ngành nông nghiệp buộc phải tăng lương, tự động hóa lực lượng lao động hoặc chuyển sang thuê nhân công hợp pháp. Số lượng người nhập cư bất hợp pháp xin "rời đi tự nguyện" tăng lên đáng kể.

#### Lệnh cấm nhập cảnh
Vào ngày 27 tháng 1 năm 2017, Trump đã ký Sắc lệnh hành pháp 13769, đình chỉ tiếp nhận người tị nạn trong vòng 120 ngày và từ chối nhập cảnh đối với công dân từ các nước Iraq, Iran, Libya, Somalia, Sudan, Syria và Yemen trong 90 ngày, với lý do lo ngại về an ninh . Lệnh có hiệu lực ngay lập tức và không báo trước . Sắc lệnh đã gây ra một sự hỗn loạn tại các sân bay. Khi Sally Yates, quyền Tổng chưởng lý, cho rằng sắc lệnh này là vi hiến ; Trump ngay lập tức cách chức bà ta .

#### Chính phủ liên bang ngừng hoạt động
Vào ngày 22 tháng 12 năm 2018, chính phủ liên bang đã bị đóng cửa một phần sau khi Trump tuyên bố rằng bất kỳ gia hạn tài trợ nào phải bao gồm 5,6 tỷ USD quỹ liên bang cho một bức tường biên giới Mỹ-Mexico để thực hiện một phần lời hứa tranh cử của ông . Việc ngừng hoạt động là do nguồn tài trợ cho chín cơ quan liên bang bị mất hiệu lực, ảnh hưởng đến khoảng một phần tư hoạt động của chính phủ liên bang.
Vào ngày 25 tháng 1 năm 2019, Quốc hội đã nhất trí thông qua dự luật tài trợ tạm thời không cung cấp kinh phí cho bức tường nhưng sẽ cung cấp các khoản tiền lương bị trì hoãn cho công nhân chính phủ. Trump đã ký dự luật vào ngày hôm đó, kết thúc việc đóng cửa chính phủ sau 35 ngày. Đây là lần đóng cửa chính phủ Mỹ lâu nhất trong lịch sử .

#### Bức tường Trump
Khi còn là ứng cử viên tổng thống, Trump hứa sẽ xây một bức tường dọc biên giới Mỹ – Mexico để ngăn chặn di cư bất hợp pháp. Vào tháng 1 năm 2017, Trump đã ký Sắc lệnh Hành pháp 13767, trong đó chính thức chỉ đạo chính phủ Hoa Kỳ bắt đầu xây dựng bức tường dọc biên giới Hoa Kỳ – Mexico bằng cách sử dụng nguồn vốn liên bang hiện có. Việc xây dựng thực tế đã không bắt đầu vào tháng 1 năm 2017 do không rõ ràng về cách thức tài trợ. Sau một cuộc đấu tranh chính trị để tìm nguồn tài trợ, bao gồm cả việc chính phủ đóng cửa trong 35 ngày và tuyên bố Tình trạng khẩn cấp quốc gia, việc xây dựng bức tường đã bắt đầu vào năm 2019. Vào ngày 20 tháng 1, tổng thống Biden đã ký sắc lệnh cho dừng thi công bức tường cũng như hủy bỏ Tình trạng khẩn cấp quốc gia.

### Bị luận tội
Cuộc điều tra luận tội Donald Trump đã được bắt đầu vào ngày 24 tháng 9 năm 2019, khi bà Nancy Pelosi, Chủ tịch Hạ viện Hoa Kỳ, tuyên bố trong một bài phát biểu trên truyền hình bắt đầu một cuộc điều tra luận tội chính thức về Donald Trump, tổng thống thứ 45 của Hoa Kỳ. Cuộc điều tra luận tội này bắt đầu sau khi Tổng thống Trump và luật sư cá nhân Rudy Giuliani liên tục thúc ép chính phủ Ukraina điều tra Hunter Biden, con trai của cựu phó tổng thống và ứng cử viên tổng thống năm 2020 Joe Biden. Vào tháng 7, Trump đã giữ lại một khoản viện trợ quân sự cho Ukraine; ông đã bỏ qua việc giữ lại này vào tháng 9.
Vào ngày 31 tháng 10, Hạ viện đã bỏ phiếu biểu quyết với tỷ lệ phiếu thuận/phiếu chống là 232/196 để thiết lập các thủ tục cho các phiên điều trần công khai, bắt đầu vào ngày 13 tháng 11. Khi các phiên điều trần bắt đầu, Chủ tịch Ủy ban Tình báo Hạ viện Adam Schiff cho biết Tổng thống Trump có thể đã phạm tội hối lộ, tội được liệt kê cụ thể là một hành vi phạm tội không thể chối cãi trong Hiến pháp. Lời khai của quốc hội tư nhân và công cộng của mười hai nhân chứng chính phủ vào tháng 11 năm 2019 đã đưa ra bằng chứng cho thấy Trump yêu cầu ủng hộ chính trị để đổi lấy hành động chính thức. Vào ngày 10 tháng 12, Ủy ban Tư pháp Hạ viện Hoa Kỳ đã tiết lộ các nội dung luận tội: một cho lạm quyền và một cho cản trở Quốc hội. Ba ngày sau, Ủy ban Tư pháp đã bỏ phiếu dọc theo các đảng phái (23-17) để phê chuẩn cả hai điều khoản. Vào ngày 18 tháng 12, Hạ viện đã bỏ phiếu để luận tội Trump cho cả hai cáo buộc.
Theo quy định của Hiến pháp Hoa Kỳ, Thượng viện đã tổ chức phiên bỏ phiếu luận tội và phế truất Tổng thống Trump vào tháng 1/2020. Tổng thống Donald Trump chính thức bị luận tội và bãi nhiệm nếu có 2/3 số phiếu tại Thượng viện (67/100 Thượng nghị sĩ tại Thượng viện) bỏ phiếu thuận.
Vào ngày 5 tháng 2 năm 2020, Thượng viện đã bỏ phiếu "quyết định" nhiệm kì của tổng thống Trump. Đối với tội danh lạm dụng quyền lực xuất phát từ việc ông Trump yêu cầu Ukraine điều tra đối thủ chính trị là ông Joe Biden, một ứng cử viên cho vị trí Tổng thống của đảng Dân chủ, Thượng viện đã bỏ phiếu với tỷ lệ 52/48 để tha bổng cho ông Trump. Thượng nghị sĩ Mitt Romney là thành viên duy nhất của đảng Cộng hòa bỏ phiếu "có tội" với tội danh lạm dụng quyền lực. Thượng viện sau đó cũng bỏ phiếu với tỷ lệ 53/47 để tha bổng tội cản trở của Quốc hội bằng cách chặn các nhân chứng và tài liệu mà Hạ viện tìm kiếm. Như vậy, tổng thống Trump đã được tha bổng ở cả hai tội danh, kết thúc cuộc điều tra.

## Vận động tranh cử tổng thống 2024

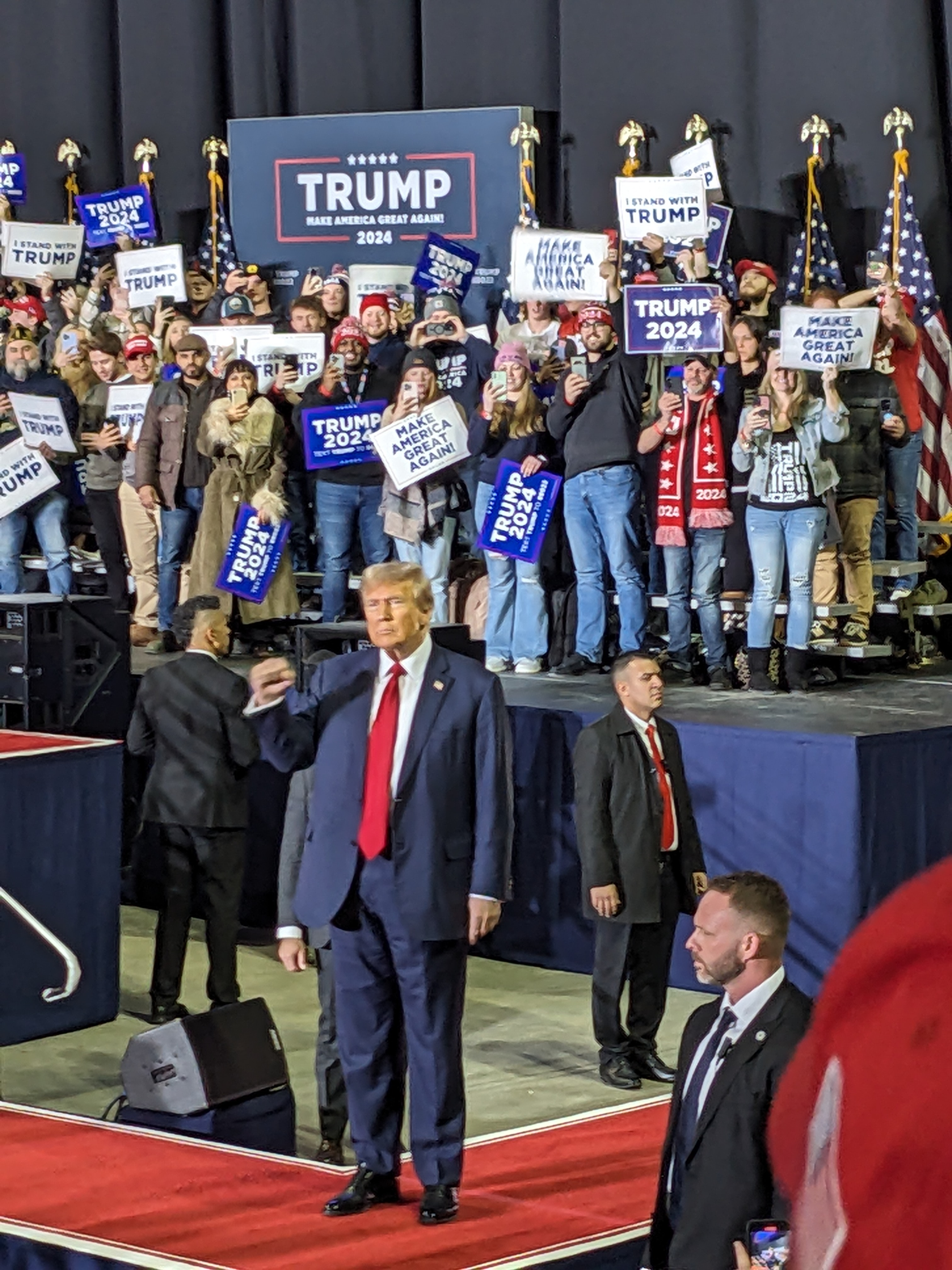
Trump vận động tranh cử ở New Hampshire, tháng 1 năm 2024

Vào ngày 15 tháng 11 năm 2022, Trump tuyên bố tranh cử tổng thống Hoa Kỳ năm 2024 và lập một tài khoản gây quỹ. Ông là ứng cử viên giả định của Đảng Cộng hòa . Trong tháng 3 năm 2023, chiến dịch bắt đầu dành 10% tiền quyên góp cho ban lãnh đạo PAC của Trump. Chiến dịch tranh cử của Trump đã giúp trả 100 triệu USD cho các chi phí pháp lý của ông tính đến tháng 3 năm 2024.
Vào tháng 12 năm 2023, Tòa án Tối cao Colorado đã ra phán quyết loại Trump bị loại khỏi cuộc bầu cử sơ bộ của Đảng Cộng hòa ở Colorado vì vai trò của ông trong việc kích động cuộc tấn công vào Quốc hội ngày 6 tháng 1 năm 2021. Vào tháng 3 năm 2024, Tòa án Tối cao Hoa Kỳ đã khôi phục tên ông vào lá phiếu trong một quyết định nhất trí, phán quyết rằng Colorado thiếu thẩm quyền để thực thi Mục 3 của Tu chính án thứ 14, có nội dung cấm những người nổi dậy nắm giữ chức vụ liên bang.
Trong chiến dịch tranh cử, Trump đưa ra những tuyên bố được cho là ngày càng mang tinh bạo lực và độc tài. Ông cũng nói rằng ông sẽ vũ khí hóa FBI và Bộ Tư pháp để chống lại các đối thủ chính trị của mình, đồng thời sử dụng những luận điệu chống người nhập cư khắc nghiệt hơn so với nhiệm kỳ tổng thống của ông.

#### Nỗ lực ám sát
Trump bị thương do đạn bắn vào tai trong một vụ ám sát thất bại tại một cuộc vận động tranh cử ở Butler, Pennsylvania, vào ngày 13 tháng 7 năm 2024. Ông được điều trị tại một cơ sở y tế địa phương, nơi thông báo rằng vết thương của ông không nghiêm trọng. Ba khán giả cũng bị trúng đạn, với một người tử vong. Kẻ nổ súng đã bị các tay súng bắn tỉa của Sở Mật vụ tiêu diệt tại hiện trường. Các quan chức thông báo rằng vụ nổ súng đang được điều tra như một vụ ám sát và FBI sau đó đã xác định kẻ xả súng là Thomas Matthew Crooks, 20 tuổi.

## Đời tư

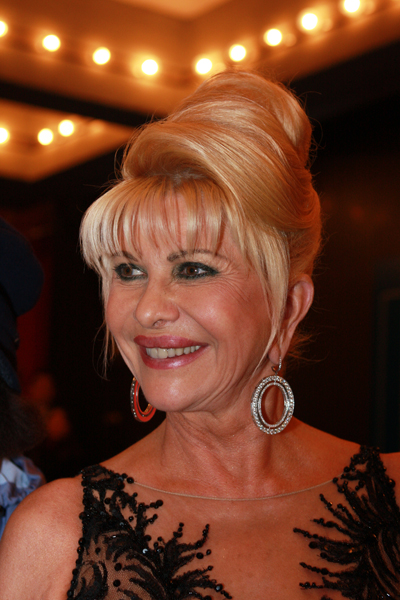
Ivana Marie Trump, vợ đầu của Trump

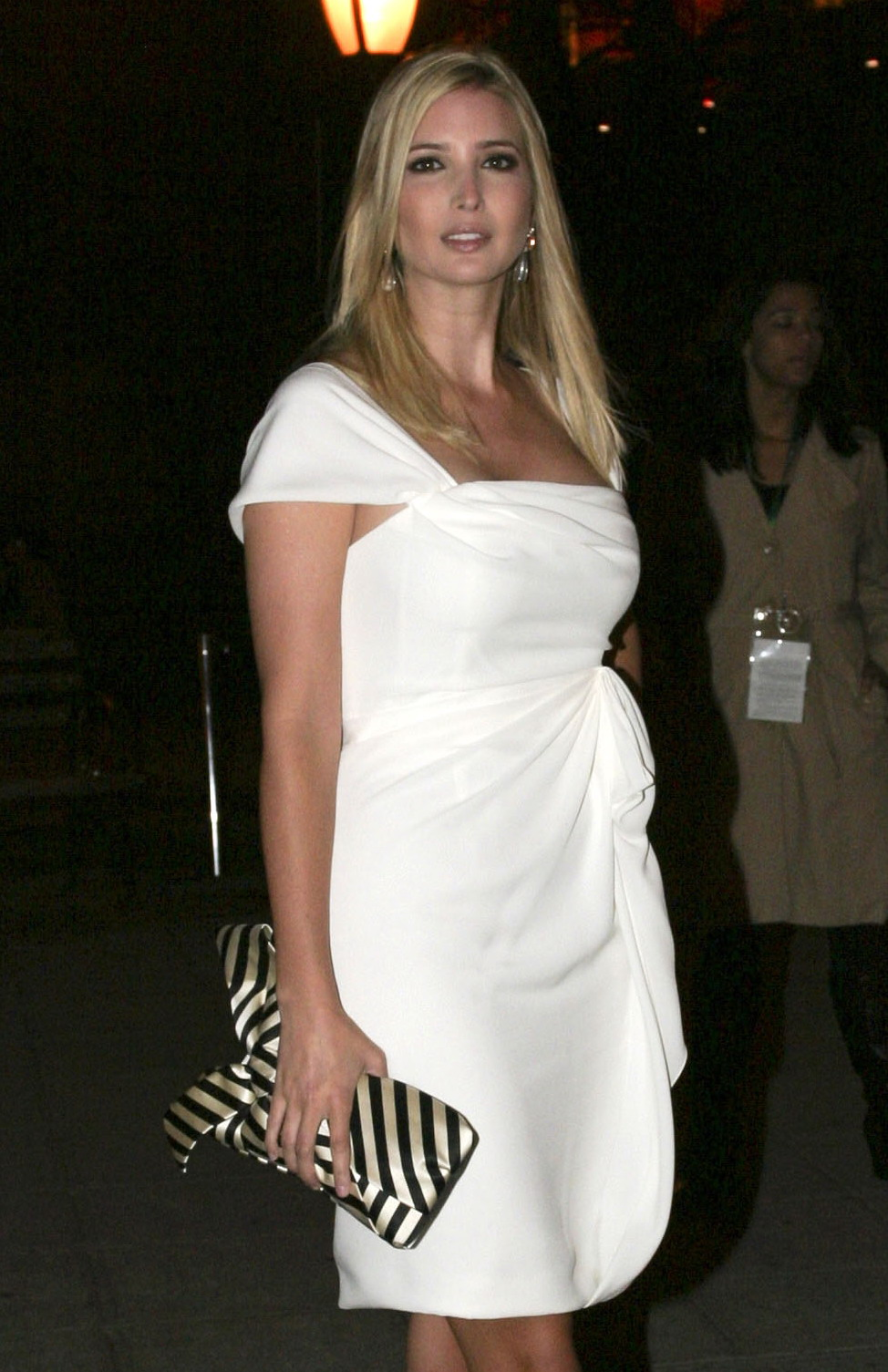
Con gái cả của Trump, Ivanka

Trump đã ba lần kết hôn, cả ba lần đều được giới báo lá cải đưa tin rất chi tiết. Đời tư của ông cũng nhận được sự chú ý đặc biệt của giới truyền thông.
Trump kết hôn với người mẫu Ivana Zelníčková vào ngày 7 tháng 4 năm 1977 tại Nhà thờ Marble Collegiate ở New York. Họ có ba người con: hai con trai Donald Jr. (sinh ngày 31 tháng 12 năm 1977) và Eric (sinh ngày 6 tháng 1 năm 1984) và con gái Ivanka (sinh ngày 30 tháng 10 năm 1981). Ivana nhập quốc tịch Mỹ năm 1988 với Trump là người bảo lãnh. Trump được nhiều người biết đến với cái tên "The Donald", biệt danh được giới truyền thông hay dùng sau khi được Ivana sử dụng trong một lần xuất hiện trên Spy Magazine năm 1989. Tới đầu năm 1990, chuyện hôn nhân rạn nứt giữa Trump và Ivanna và việc Trump ngoại tình với diễn viên Marla Maples trong một thời gian dài đã được đưa tin khắp các báo lá cải. Họ tiến tới li dị vào năm 1991.

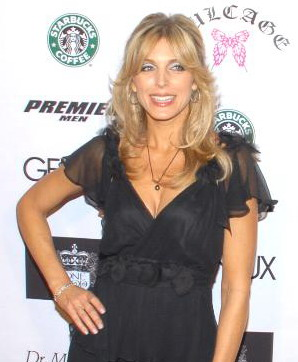
Vợ thứ hai của Trump, Marla Ann Maples, năm 2007

Maples sinh cho Trump một người con gái, Tiffany, vào ngày 13 tháng 10 năm 1993. Cặp đôi kết hôn sau đó hai tháng vào ngày 20 tháng 12 năm 1993. Họ chính thức li thân vào tháng 5 năm 1997 và li dị vào tháng 6 năm 1999.
Trump có qua lại với người mẫu Kara Young vào giữa và cuối những năm 1990 và được cho là đã "khủng bố" Công nương Diana bằng những bó hoa đắt tiền sau khi bà li dị Thái tử Charles năm 1996. "Tôi chỉ có một điều hối tiếc về chuyện tình ái – đó là tôi chưa từng có cơ hội được tỏ tình với Công nương Diana Spencer", Trump viết trong cuốn sách xuất bản năm 1997 của mình The Art of the Comeback (Nghệ thuật Lội ngược dòng). "Tôi có gặp bà ấy một vài lần... Bà là một công chúa đích thực – một người phụ nữ trong mơ".

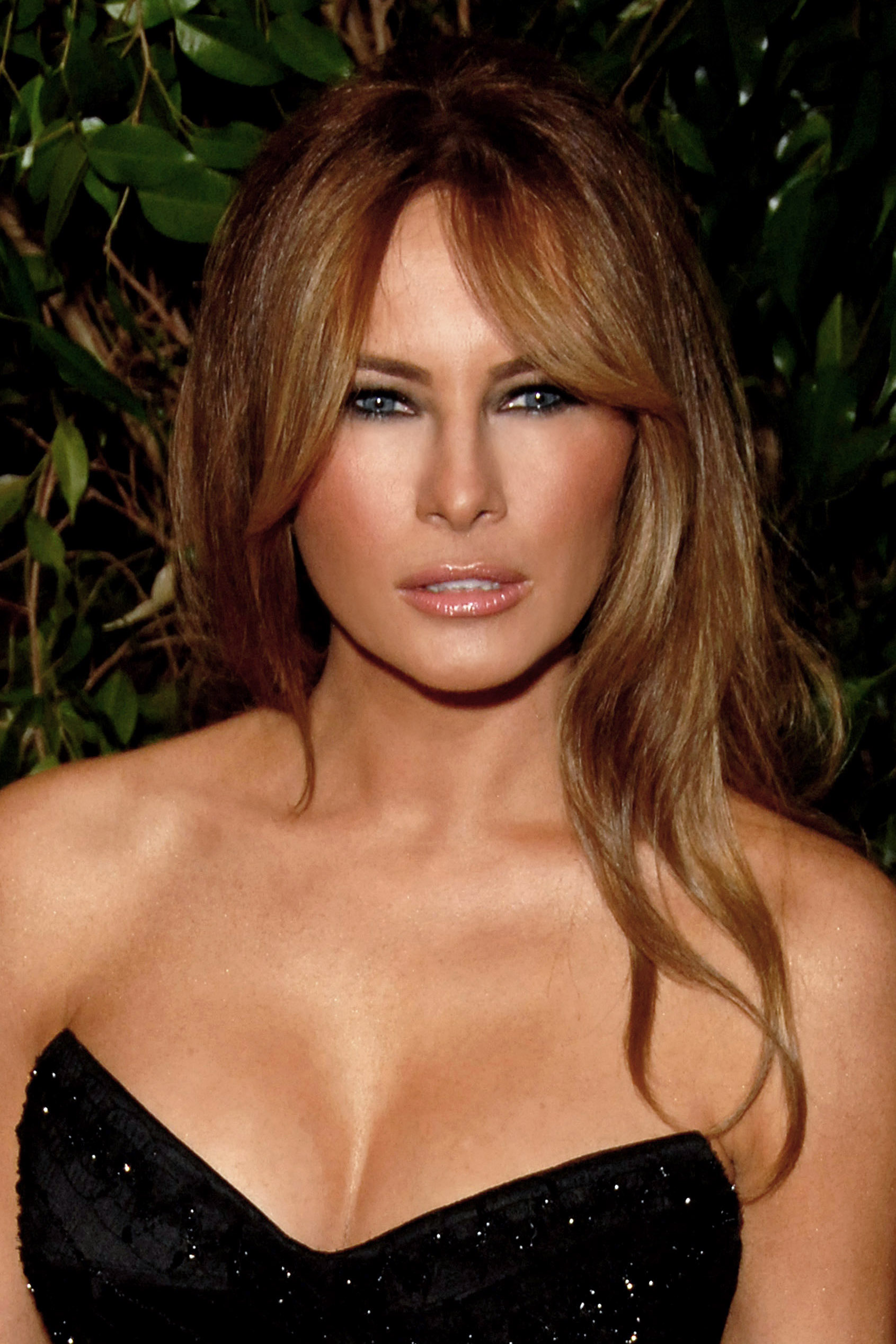
Vợ hiện tại của Trump, Melania, năm 2011

Năm 1998, Trump bắt đầu mối quan hệ với người mẫu thời trang gốc Slovenia, Melania Knauss. Họ đính hôn vào tháng 4 năm 2004 và kết hôn ngày 22 tháng 1 năm 2005 tại Nhà thờ Episcopal Bethesda-by-the-Sea, Palm Beach, Florida, sau đó tổ chức tiệc tại dinh thự Mar-A-Lago của Trump. Năm 2005, Melania nhập quốc tịch Mỹ. Cũng năm đó, bà sinh cho Trump một người con trai Barron William Trump (Trump trước đó từng sử dụng bút danh "John Barron" trong một số giao dịch kinh doanh). Barron thông thạo tiếng Slovene do sử dụng từ khi còn nhỏ. Trong một buổi phỏng vấn tháng 2 năm 2009 trên bản tin Nightline của đài ABC, Trump có bình luận về những người vợ cũ: "Tôi biết là rất khó cho họ [Ivana và Marla] để có thể cạnh tranh vì tôi yêu những gì tôi có. Thực sự là như vậy".
Trump có chín người cháu: năm người cháu nội của Donald Jr. (Kai Madison, Donald John III, Tristan Milos, Spencer Frederick và Chloe Sophia), ba đứa cháu ngoại của Ivanka (Arabella Rose và Joseph Frederick). và một người cháu nội của Eric (Eric Luke).

### Quan điểm tôn giáo
Trump là người theo Giáo hội Trưởng Nhiệm. Trong một bài phỏng vấn tháng 4 năm 2011 trên chương trình 700 Club, ông bình luận: "Tôi theo đạo Tin Lành, tôi theo Giáo hội Trưởng Nhiệm. Và bạn biết đấy tôi có mối quan hệ tốt đẹp với nhà thờ trong suốt những năm qua. Tôi nghĩ rằng tôn giáo là một điều tuyệt vời. Tôi nghĩ rằng đạo của tôi là một tôn giáo tuyệt vời". Trump nói với khán giả của một buổi vận động tranh cử năm 2015 tại Nam Carolina rằng ông sinh hoạt tại Nhà thờ Marble Collegiate, nơi ông kết hôn với người vợ đầu Ivana năm 1977. Nhà thờ nói rằng ông "không phải là một thành viên tích cực".
Năm 1983, Đức cha Norman Vincent Peale, người được miêu tả trong một bản tiểu sử trên New York Times là "cha xứ" của nhà Trump, nói rằng Trump là người "tử tế và nhã nhặn trong các cuộc thương lượng và là người hết sức khiêm nhường một cách trung thực". Trump nói rằng cuốn The Art of Deal (Nghệ thuật Đàm phán) (1987) mà ông viết là "cuốn sách ưa thích thứ nhì" của ông và nói với khán giả trong các cuộc vận động tranh cử: "Các bạn có biết cuốn sách ưa thích nhất của tôi là gì không? Kinh thánh! Không gì hơn được Kinh thánh". Ông từ chối chia sẻ tiết Kinh thánh mà mình thích nhất, ông nói "Tôi không thích chia sẻ điều này với những người mà tôi gần như không quen biết".
Trump nói rằng, mặc dù ông tham gia Tiệc Thánh, ông không đòi hỏi Chúa tha thứ cho tội lỗi của mình. Ông nói rằng: "Nếu tôi nghĩ rằng tôi đã làm chuyện gì sai, thì, tôi sẽ cố gắng sửa chữa nó. Tôi không muốn lôi Chúa vào chuyện này".
Trump cũng ca ngợi và giữ mối quan hệ với một vài chính trị gia nổi tiếng theo phong trào Tin Lành và Kitô giáo, bao gồm Tony Perkins và Ralph Reed. Trong chiến dịch tranh cử tổng thống 2016 của ông, ông nhận được lời chúc phúc từ linh mục Chính thống giáo Hy Lạp Emmanuel Lemelson.
Trump cũng có mối quan hệ chặt chẽ với cộng đồng người Do Thái Mỹ. Khi được hỏi tại lễ trao thưởng giải Algemeiner Journal năm 2015 về việc có cháu người Do Thái, Trump nói: "Tôi không chỉ có cháu người Do Thái, tôi còn có con gái người Do Thái (Ivanka đã cải đạo sang Do Thái giáo trước khi cưới Jared Kushner) và tôi rất vinh dự vì điều đó... tuy không phải điều tôi dự kiến nhưng tôi mừng là nó đã xảy ra".

### Kiểu tóc

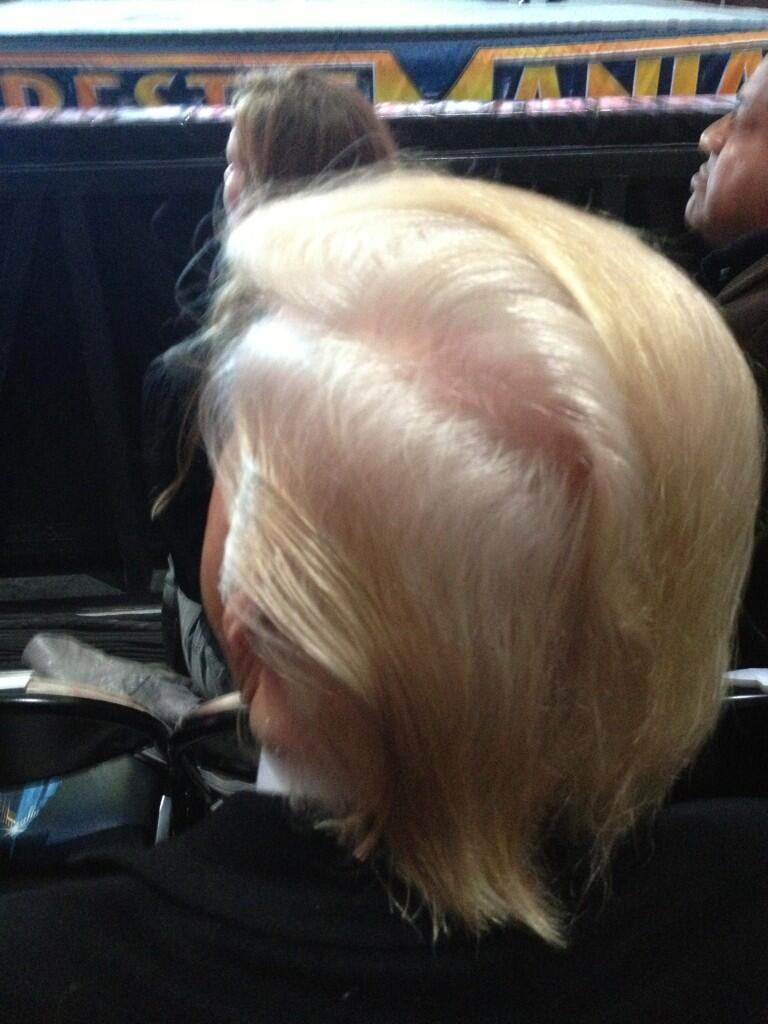
Kiểu tóc của Trump nhìn từ phía sau, năm 2013

Kiểu tóc của Trump đã được nghiên cứu rộng khắp và thường là tiêu điểm cho các bình luận hài hước. Kiểu đầu của ông nổi tiếng vì hình dáng đặc biệt, màu trắng cát vàng và theo Vanity Fair miêu tả thì nó là một kiểu "chải ngược đôi" hai hướng lạ mắt, nên nó đặc biệt nổi bật trong môi trường ánh sáng mạnh. Louis Licari phỏng đoán rằng đây đúng là tóc của Trump, nhưng là do cấy ghép tóc, có thể đã được thực hiện bởi người tiên phong trong lĩnh vực cấy ghép tóc Norman Orentreich. Một tiểu sử không chính thức năm 1993 thực hiện bởi phóng viên Harry Hurt III của Newsweek nói rằng Trump đã trải qua cuộc phẫu thuật gọt da đầu đầy đau đớn vào năm 1989, thực hiện bởi một trong những bác sĩ phẫu thuật thẩm mĩ của vợ [cũ] Ivana, mà sau này Trump đã phủ nhận. Tháng 8 năm 2015, trong một buổi vận động tại Mobile, Alabama, Trump nói: "Nếu trời mưa, tôi sẽ bỏ mũ và tôi sẽ chứng minh một lần và mãi mãi rằng nó là thật". Trump trả lời trên Playboy năm 2004 rằng ông tự tạo kiểu tóc cho mình và chỉ để một người tỉa nó: "Bạn gái [giờ là vợ] Melania". Trong những năm gần đây có tin nói rằng Trump có thợ cắt tóc riêng. Nói về các sản phẩm chăm sóc tóc, Trump nói trong một buổi vận động tranh cử ngày 30 tháng 12 năm 2015, tại Hilton Head, Nam Carolina rằng ông thích tự do sử dụng các sản phẩm tại căn hộ ở New York. Bàn về vấn đề môi trường liên quan tới các loại bình xịt, Trump gạt bỏ các loại bình bơm được ưa chuộng bởi các nhà hoạt động vì môi trường, nói rằng "Tôi muốn dùng bình xịt tóc!" Tháng 6 năm 2015, Trump nói với The Des Moines Register rằng ông có thể sẽ thay đổi kiểu tóc hiện tại nếu đắc cử Tổng thống Mỹ năm 2016, bởi ông sẽ không có thời gian vì ông sẽ phải "làm việc bở hơi tai tại Nhà Trắng".

## Các vấn đề pháp lý

### Doanh nghiệp phá sản
Đã có bốn doanh nghiệp của Trump phải đệ đơn xin phá sản theo Điều 11 Luật Phá sản Mỹ. Theo một báo cáo của Forbes năm 2011, nguyên nhân đều do việc kinh doanh khách sạn và sòng bạc tại Thành phố Atlantic gặp quá nhiều nợ nần, bao gồm Trump Taj Mahal (1991), Trump Plaza Hotel (1992), Trump Hotels & Casino Resorts (2004) và Trump Entertainment Resorts (2009). Trump nói rằng "Tôi đã vận dụng luật của nước mình để giảm bớt nợ... Chúng ta sẽ lập công ty. Chúng ta sẽ đệ đơn phá sản. Chúng ta sẽ thương lượng với ngân hàng. Chúng ta sẽ có một thỏa thuận tuyệt vời. Bạn biết đấy, như trong The Apprentice vậy. Đây không phải là chuyện cá nhân. Đây là chuyện làm ăn". Ông chỉ ra rằng các "doanh nhân vĩ đại" khác cũng làm như vậy.

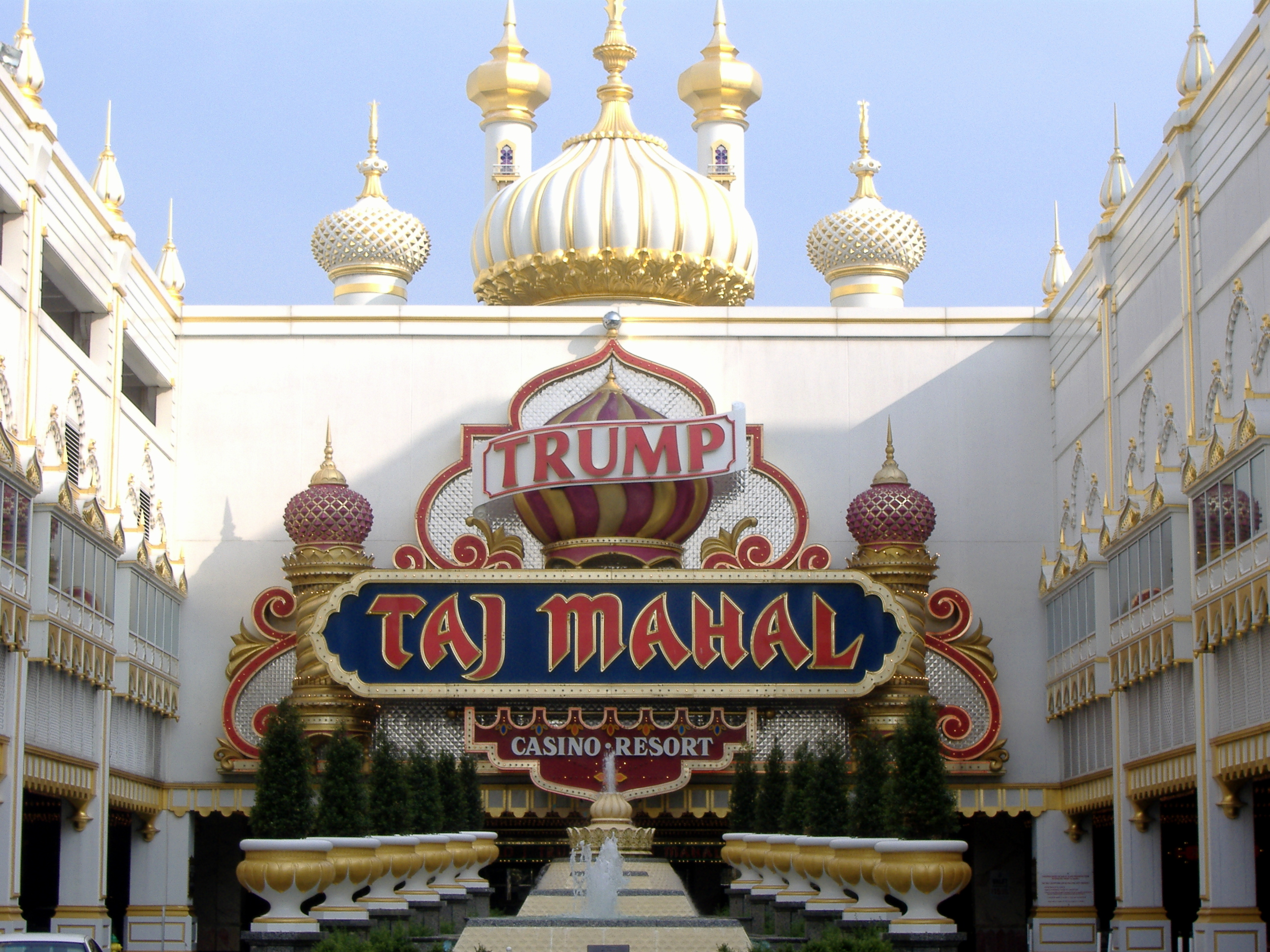
Doanh nghiệp đầu tiên của Trump phải nộp đơn phá sản là Trump Taj Mahal vào năm 1991.

Doanh nghiệp đầu tiên của Trump phải nộp đơn phá sản vào năm 1991, khi Trump Taj Mahal mất khả năng trả nợ. Forbes chỉ ra rằng trường hợp phá sản đầu tiên này là lần duy nhất có sự liên quan tới nguồn lực tài chính cá nhân của Trump. Tuy nhiên, Time lại cho rằng 72 triệu USD tiền túi của ông cũng có liên quan tới một vụ phá sản sau này vào năm 2004.
Ngày 2 tháng 11 năm 1992, Trump Plaza Hotel nộp hồ sơ nhận gói cứu trợ theo Điều 11 Luật Phá sản. Trong đó Trump đồng ý chuyển giao 49 phần trăm cổ phần của khách sạn cho Citibank và năm chủ nợ. Đổi lại Trump sẽ nhận được các ưu đãi trên khoản nợ hơn 550 triệu USD của các chủ nợ khác và vẫn là tổng giám đốc, mặc dù ông sẽ không có lương và không có vai trò gì trong các hoạt động hàng ngày.
Trong quá trình tái cấu trúc sau hai sự kiện trên, Trump đã giải quyết xong một phần lớn khoản nợ cá nhân 900 triệu USD của mình vào năm 1994 và giảm đi khá nhiều khoản nợ kinh doanh gần 3,5 tỉ USD. Mặc dù phải bán đi du thuyền Trump Princess và công ty Trump Shuttle (mua năm 1989), ông vẫn giữ lại được Trump Tower ở Thành phố New York và sở hữu ba sòng bạc tại Thành phố Atlantic. Trump nhượng lại quyền sở hữu West Side Yards cho các chủ đầu tư châu Á theo như điều khoản trong thỏa thuận của ông với Chase Manhattan Bank. Trump được cho là đã được trả lợi tức từ việc đặt tên ông cho các cao ốc. Năm 1995, ông hợp nhất cổ phần ở các sòng bạc của mình vào Trump Hotels & Casino Resorts. Các khoản bất động sản khiến ông trở nên giàu có ngay cả khi lợi nhuận giảm sút.
Lần doanh nghiệp phá sản thứ ba xảy ra vào ngày 21 tháng 10 năm 2004, khi Trump Hotels & Casino Resorts tuyên bố tái cấu trúc lại các khoản nợ. Theo kế hoạch đặt ra, cổ phần của Trump được giảm từ 56 phần trăm xuống 27 phần trăm, các chủ trái phiếu sẽ xóa bớt nợ để đổi lấy nhận được cổ phần từ công ty. Trump Hotels buộc phải nộp đơn tự nguyện phá sản lấy gói cứu trợ để tiếp tục kinh doanh. Sau khi công ty nộp đơn vào tháng 11 năm 2004, Trump chấp nhận từ bỏ vị trí giám đốc điều hành nhưng vẫn giữ chức Chủ tịch Hội đồng quản trị. Tháng 5 năm 2005 công ty thoát khỏi trạng thái phá sản với tên mới Trump Entertainment Resorts Holdings. Viết về sự kiện này và những lần phá sản trước trong cuốn sách năm 2007 của mình, Think BIG and Kick Ass in Business and Life (Nghĩ lớn và Thành công trong Công việc và Cuộc sống), Trump viết: "Tôi nhận ra đó là lỗi của ngân hàng, không phải của tôi. Tôi đã bận tâm cái gì thế không biết? Tôi có nói với một ngân hàng, 'Tôi đã nói rồi lẽ ra các ông không nên cho tôi vay. Tôi đã nói rồi hợp đồng đó không tốt chút nào'".
Lần phá sản doanh nghiệp gần đây nhất của Trump là vào năm 2009. Ngày 13 tháng 2, Trump tuyên bố ông sẽ rút khỏi hội đồng quản trị của Trump Entertainment Resorts và bốn ngày sau đó công ty đệ đơn xin phá sản theo Điều 11 Luật Phá sản Mỹ. Tại thời điểm đó, Trump Entertainment Resorts có ba tài sản ở Thành phố Atlantic: Trump Taj Mahal, Trump Plaza và Trump Marina (bán năm 2011). Đầu tháng 8 năm 2014, Trump đâm đơn kiện yêu cầu gỡ tên ông khỏi Trump Plaza Hotels & Casino và các cơ sở vật chất của Taj Mahal vì ông không còn quyền sở hữu tại đây nữa. Trump Entertainment Resorts sau đó lại nộp đơn xin phá sản vào năm 2014.

### Kiện tụng
Trong suốt sự nghiệp của mình, Trump đã khởi kiện và là mục tiêu của "hàng trăm" vụ kiện dân sự, điều mà luật sư của ông Alan Garten nói năm 2015 "một phần tất yếu của việc làm ăn trên đất nước này".
Năm 1973, Bộ Tư pháp kiện Trump Management Corporation vì được cho là đã phân biệt chủng tộc, một cáo buộc mà công ty của Trump đã phản bác. Vụ kiện được dàn xếp trước khi được đưa ra tòa năm 1975.
Năm 1990, sau khi một nhà phân tích tại Janney Montgomery Scott nói rằng dự án Taj Mahal của Trump ban đầu sẽ "phá kỉ lục" nhưng sẽ thất bại trước khi hết năm, Trump đe dọa sẽ kiện công ty chủ quản trừ khi nhà phân tích rút lại ý kiến hoặc bị sa thải. Nhà phân tích từ chối rút lại phát ngôn của mình và bị công ty sa thải. Taj Mahal sau đó nộp đơn xin phá sản lần đầu vào tháng 11 năm 1990. Nhà phân tích đã kiện Trump vì bôi nhọ danh dự, đòi bồi thường 2 triệu USD. Vụ kiện đã được dàn xếp trước khi ra tòa. Nhận định của nhà phân tích về tương lai của Taj Mahal sau này được nhận xét là "chính xác không tưởng".
Năm 2002, Ủy ban Chứng khoán Hoa Kỳ khởi xướng một vụ kiện tài chính chống lại Công ty Trump Hotels & Casino Resorts, tình nghi công ty đã công bố một số "thông tin sai lệch về thu nhập quý 3 năm 1999". Vụ kiện được dàn xếp mà bên bị đơn đều không công nhận hay phủ nhận cáo buộc.
Trong giai đoạn khủng hoảng tài chính 2008, Trump International Hotel & Tower (Chicago) không có đủ doanh số cần thiết. Chủ nợ Deutsche Bank từ chối đồng ý cho Trump hạ giá bán để tăng doanh số. Lập luận rằng việc khủng hoảng tài chính và thị trường bất động sản ảm đạm là do các yếu tố bất khả kháng, Trump đã viện dẫn một điều khoản trong hợp đồng nhằm không phải trả nợ. Sau đó Trump đâm đơn kiện, nói rằng hình ảnh của ông đã bị ảnh hưởng. Hai bên sau đó đồng ý rút đơn kiện và tiếp tục kinh doanh.
Năm 2008, Trump khởi xướng một vụ kiện lừa đảo và vi phạm quyền công dân 100 triệu USD chống lại thành phố Rancho Palos Verdes, California, một thành phố ven biển với 41.000 dân và ngân sách hàng năm chỉ dưới 20 triệu USD, do đã cản trở dự án căn hộ cao cấp và dự án mở rộng sân golf chống sạt lở (mua bởi Trump năm 2002 với giá 27 triệu USD) của ông. Trước đó Trump đã kiện một trường học ở địa phương vì một mảnh đất ông đã thuê từ trường nằm trong Trump National Golf Club, và sau đó làm phật ý một số người dân địa phương bằng việc đổi tên một con đường theo tên ông. Luật sư của Trump đã không thế thuyết phục thẩm phán rằng "tư tưởng chống phát triển không biết mệt mỏi" của thành phố đã cản trở tham vọng của Trump, vì Trump trước đó chưa từng nộp hồ sơ xin cấp phép. Vụ kiện kéo dài mãi đến 2012 với kết quả là Trump và thành phố đồng ý thay đổi thăm dò địa chất và mở rộng giấy phép cho 20 căn hộ cao cấp được như đã đề xuất (cùng với 36 căn trước đó đã được cấp phép). Cuối cùng Trump lựa chọn không thay đổi vĩnh viễn mục đích sử dụng đất thay vì mở rộng việc xây nhà trên vùng đất vốn là sân golf cũ.
Năm 2009, Trump bị kiện bởi những nhà đầu tư đã đặt cọc tiền, từ 200.000 đến 300.000 USD một người cho các chung cư trong dự án treo Trump Ocean Resort Baja Mexico. Các nhà đầu tư cho rằng Trump (đã cho các nhà đầu tư tiềm năng xem các video quảng bá) đã gây hiểu nhầm về vai trò của ông trong dự án, rằng sau khi dự án bất thành Trump nói mình chỉ là người phát ngôn, rũ bỏ toàn bộ trách nhiệm tài chính. Họ được thông báo chóng vánh rằng họ sẽ không được hoàn lại gì hết. Tờ Associated Press năm 2009 đã miêu tả: "Những gì còn sót lại của Trump Baja là một biển quảng cáo với tấm hình lớn của Donald Trump mời chào mở bán chung cư. Nó được treo phía trên một showroom và cửa hàng đã đóng cửa, một bãi đậu xe được lát gạch, một cái hố to cắt ngang bãi cỏ, vài ống cống và các thiết bị xây dựng". Trong quá trình pháp lý diễn ra tại tòa án bang California, luật sư của Trump chất vấn một phóng viên San Diego Union-Tribune về phóng sự năm 2006 với tựa đề "Trump đặt 'tên' mình cho Baja với chung cư-khách sạn", trong đó có trích lời Trump nói rằng ông là nhà đầu tư vốn chủ sở hữu "cỡ lớn" của dự án. Tòa án bang California đã bác bỏ mánh khóe pháp lý của Trump, đứng về phía các luật sư lập luận rằng Luật Bảo hộ California không cho phép việc điều tra nguồn tin của phóng viên. Năm 2013, Trump đi đến hòa giải với hơn 100 người sẽ-là chủ chung cư, với khoản tiền bồi thường không được tiết lộ.
Năm 2011, tòa phúc thẩm đã giữ nguyên quyết định của thẩm phán Tòa án bang New Jersey, bác bỏ cáo buộc bôi nhọ danh dự và đòi 5 tỉ USD bồi thường của Trump đối với Timothy L. O'Brien, người đã viết trong cuốn sách của mình, TrumpNation: The Art of Being The Donald (Quốc gia Trump: Nghệ thuật khi là The Donald) (2006), rằng tổng tài sản thực sự của Trump thực chất chỉ từ 150 đến 250 triệu USD, không phải "hàng tỷ" như Trump đã nói với tác giả và công khai tuyên bố năm 2005. Trump phàn nàn rằng việc tác giả được cho là cố tình đánh giá thấp tổng tài sản của ông là có mục đích xấu và đã khiến ông mất các hợp đồng làm ăn và ảnh hưởng tới uy tín của ông. Tuy nhiên toà phúc thẩm lại lưu tâm tới sự nhất quán của ba nguồn tin mật mà O'Brien có được.
Trump đã khởi kiện danh hài Bill Maher 5 triệu USD vào năm 2013, về việc Maher xuất hiện trong chương trình The Tonight Show with Jay Leno và nói sẽ quyên góp 5 triệu USD cho một tổ chức từ thiện nếu Trump đưa ra giấy khai sinh chứng minh rằng mẹ ông đã không giao phối với đười ươi. Hành động này nhằm đáp lại việc Trump trước đó đã thách thức Obama đưa ra giấy khai sinh của mình, nói sẽ quyên góp 5 triệu USD cho một tổ chức từ thiện mà Obama chọn nếu Obama đưa ra được đơn nhập học đại học, bảng điểm và lý lịch hộ chiếu. Trump đã đưa ra giấy khai sinh của mình, và khởi kiện sau khi Maher không giữ lời, với lập luận rằng lời đề nghị 5 triệu USD của Maher là có tính pháp lý. "Tôi không nghĩ là ông ấy đùa", Trump nói. "Ông ấy nói một cách đầy ác ý". Maher đáp lại rằng Trump nên học cách phân biệt "đâu là lời nói đùa và đâu là hợp đồng" và hệ thống pháp lý của Mỹ "không phải là đồ chơi cho bọn nhà giàu đần độn đùa nghịch", nói rằng người và đười ươi đương nhiên không thể có con với nhau. Trump rút lại đơn kiện danh hài tám tuần sau đó.
Năm 2013, một vụ kiện khởi xướng bởi Tổng chưởng lý New York Eric Schneiderman cáo buộc Trump lừa đảo hơn 5.000 người với số tiền 40 triệu USD về cơ hội được học kĩ thuật đầu tư bất động sản của Trump ở một chương trình vì lợi nhuận, Đại học Trump, hoạt động từ 2005 đến 2011. Schneiderman lập luận rằng các hội nghị chuyên đề của Trump cấu thành một "cơ sở giáo dục không được cấp phép và bất hợp pháp", sử dụng quảng cáo sai lệch, chiến lược treo đầu dê bán thịt chó, cố tình truyền đạt sai và các thủ thuật lừa đảo khác. Tháng 1 năm 2014, Tòa án bang New York đồng tình với một số cáo buộc của Tổng chưởng lý, và vào tháng 10 năm 2014, nhận định Trump chịu trách nhiệm về việc không có giấy phép hoạt động trường đầu tư vì lợi nhuận, Trump Entrepreneur Initiative, trước đó được biết đến dưới tên Đại học Trump. (Trump ngừng sử dụng từ "Đại học" sau chỉ thị năm 2010 của nhà chức trách New York, nói rằng việc sử dụng từ đó của Trump là "gây nhầm lẫn và thậm chí bất hợp pháp", chính quyền bang trước đó đã cảnh báo Trump vào năm 2005 không sử dụng từ này hoặc không mở các hội nghị chuyên đề tại New York). Trong một vụ kiện dân sự tập thể khác vào giữa tháng 2 năm 2014, một thẩm phán liên bang San Diego cho phép nguyên đơn tại California, Florida và New York khởi kiện. Trump đã kiện ngược lại, cho rằng việc điều tra của Tổng chưởng lý đi kèm với việc ông ép buộc quyên góp cho chiến dịch tranh cử. Vụ việc được điều tra bởi ủy ban đạo đức New York và bị bác bỏ tháng 8 năm 2015. Trump cũng khởi xướng vụ kiện bôi nhọ danh dự và đòi 1 triệu USD bồi thường đối với cựu sinh viên Đại học Trump Tarla Makaeff, người đã chi khoảng 37.000 USD cho các buổi hội nghị chuyên đề, sau khi bà tham gia vụ kiện tập thể và công khai trải nghiệm ở lớp học trên mạng xã hội. Không thể chứng minh được mục đích xấu, Đại học Trump thua kiện khi bị kiện ngược với cáo buộc cố tình khởi kiện chiến thuật để bịt miệng nhân chứng, bị buộc phải trả Makaeff và luật sư của bà 798.774,24 USD chi phí tố tụng theo phán quyết của một thẩm phán tòa án quận đưa ra tháng 4 năm 2015. "Điều đó chứng tỏ họ sẽ cố gắng tới đâu để bịt miệng người khác", Makaeff bình luận.
Năm 2014, cựu hoa hậu Pennsylvania Sheena Monnin bị xử thua 5 triệu USD, sau khi bị kiện bởi Trump vì đã cáo buộc kết quả cuộc thi Hoa hậu Mỹ 2012 đã được dàn xếp. Monnin viết trên trang Facebook của cô rằng trong một buổi tập, một thí sinh khác kể với cô là cô ta đã trông thấy danh sách năm người đứng đầu, và khi năm cái tên đó được công bố theo đúng thứ tự, Monnin nhận ra là quy trình bỏ phiếu của cuộc thi có sự mờ ám, khiến cô từ bỏ danh hiệu Hoa hậu Pennsylvania của mình. Luật sư của Trump nói rằng cáo buộc của Monnin khiến cho cuộc thi mất một hợp đồng tài trợ lớn từ British Petroleum và đã làm nản lòng những người muốn tham dự Hoa hậu Mỹ trong tương lai. Theo lời Monnin, lời khai từ Tổ chức Hoa hậu Hoàn vũ và Ernst & Young tiết lộ rằng top 15 người đứng đầu được lựa chọn bởi các đạo diễn cuộc thi, bất kể điểm số của các giám khảo. Điều khoản của phán quyết cũng không yêu cầu Monnin phải rút lại tuyên bố ban đầu của mình. "Nói ra sự thật đã khiến tôi mất đi quá nhiều", Monnin nói.
Năm 2014, người mẫu Alexia Palmer khởi kiện dân sự chống lại Trump Model Management vì đã hứa một mức lương 75.000 USD hàng năm nhưng chỉ trả 3.380,75 USD cho ba năm làm việc. Palmer cho rằng mình đang bị nợ hơn 200,000 USD. Palmer quả quyết rằng ngoài ngoài một khoản phí quản lý thì Trump Model Management đều trừ "các khoản chi mờ ám", từ bưu phẩm cho tới các chuyến xe limousine, vào phần lương còn lại của cô. Luật sư của Trump Alan Garten cho rằng vụ kiện là "giả mạo và hoàn toàn phù phiếm".
Năm 2015, Trump khởi xướng một vụ kiện 100 triệu USD đối với hạt Palm Beach, cho rằng các nhà chức trách, bằng một hành động "có tính toán và đầy ác ý", đã gây áp lực lên Cục Hàng không Liên bang (FAA) để họ chuyển hướng toàn bộ lưu lượng đường không tới Sân bay Quốc tế Palm Beach bay qua dinh thự Mar-A-Lago của ông. Lượng không lưu được cho là đã gây hại tới kiến trúc công trình và gây ô nhiễm tiếng ồn. Trump trước đó đã hai lần khởi kiện vì tiếng ồn từ sân bay.
Tháng 7 năm 2015, Trump khởi xướng một vụ kiện 10 triệu USD đối với đầu bếp José Andrés, cho rằng ông đã phá bỏ thỏa thuận mở một nhà hàng hàng đầu tại Trump International Hotel Washington, D.C. Andrés đáp lại rằng vụ kiện của Trump "vừa không bất ngờ và không có giá trị". Đầu bếp Geoffrey Zakarian, người mà cũng như Andrés, đã rút lui khỏi dự án Trump International Hotel sau những bình luận của Trump về người nhập cư bất hợp pháp Mexico (và cũng là người được dự đoán là sẽ mất 500.000 USD khoản đặt cọc cho thuê nhà hàng vì chuyện này). Trump sau đó đã khởi kiện Zakarian vào tháng 8 năm 2015 với số tiền "trên 10 triệu USD" vì bị mất chỗ thuê và các thiệt hại khác. Đơn kiện của Trump có nhắc tới lời bình luận của Zakarian "tò mò bởi lẽ quan điểm được công bố rộng rãi của ông Trump về người nhập cư luôn nhất quán qua nhiều năm, và việc ông Trump luôn sẵn sàng chia sẻ thẳng thắn quan điểm của mình thì ai cũng biết".

### Mối liên hệ với tội phạm có tổ chức
Nhà báo đoạt giải Pulitzer David Cay Johnston, và nhà báo điều tra Wayne Barrett người đã viết bản tiểu sử không chính thức của Trump năm 1992, cáo buộc Trump và các công ty của ông có làm ăn với các băng đảng ở New York và Philadelphia có dính dáng tới Mafia Mỹ gốc Italia. Theo như Washington Post, "Ông ấy chưa từng bị kết án, mà theo như những người sống vào thời đó thì ai làm ăn với các đối tượng xã hội đen và các con buôn chính trị cũng đều dính chàm".
Johnston và Barrett quả quyết rằng Trump mua khu đất mà sau này là Trump Plaza Thành phố Atlantic với giá gấp đôi giá thị trường từ thành viên của băng đảng tội phạm Philadelphia Salvatore Testa và theo như báo cáo năm 1986 của Ủy ban Điều tra Bang New Jersey về tội phạm có tổ chức thì Trump đã xây dựng sòng bạc nhờ hai doanh nghiệp được sở hữu bởi Nicodemo Scarfo. Mặc dù Trump là mục tiêu liên bang trong một điều tra hối lộ năm 1979 và sau đó được phỏng vấn trong một cuộc khảo sát phạm pháp năm 1981, không cuộc điều tra nào dẫn đến việc khởi tố hình sự. Trump bị chỉ trích là đã không đề cập các cuộc điều tra đó khi ông nộp đơn đăng ký mở sòng bạc ở New Jersey và Johnston cáo buộc ông đã thuyết phục nhà chức trách bang giới hạn phạm vi điều tra lý lịch của mình. Johnston và các phóng viên điều tra khác cũng đưa tin Trump Tower, Trump Plaza và các công trình khác ở Thành phố New York được xây dựng bởi bê tông mua từ S&A Concrete Co., công ty được sở hữu bởi Anthony Salerno, ông trùm băng đảng tội phạm Genovese và Paul Castellano, ông trùm băng đảng tội phạm Gambino.
Theo nhà báo điều tra người Anh John Sweeney, Trump bỏ ngang một cuộc phỏng vấn với Sweeney cho chương trình Panorama của đài BBC sau khi Trump trả lời một câu hỏi rằng vì sao ông tiếp tục làm ăn với Felix Sater, cựu tù nhân tự xưng là "cố vấn cấp cao của Donald Trump" (người đại diện của Trump đã bác bỏ nhận định này), bất chấp mối liên hệ của Sater với mafia và tội phạm người Nga, cộng thêm bản án năm 1998 về kế hoạch lừa đảo cố phiếu có liên quan tới mafia lên tới 40 triệu USD, sau này được đưa tin rộng rãi năm 2007. Nạn nhân trong vụ lừa đảo của Sater bao gồm người sống sót sau vụ Holocaust Ernest và Judit Gottdiener. Sater từng chuyển đến một văn phòng ở Trump Tower cùng tầng với văn phòng của Trump năm 2010, theo như ghi chép của tòa án và bài phỏng vấn của Associated Press. "Felix Sater, chà, tôi thậm chí còn phải nhớ lại đã", Trump nói với AP vào tháng 12 năm 2015. "Tôi không quen ông ấy lắm". Trước đó khi được hỏi về Sater bởi The New Yorks Times vào tháng 12 năm 2007, Trump bình luận về Sater "Chúng tôi không biết điều đó. Chúng tôi có kiểm tra lý lịch đối tác kĩ nhất có thể. Tôi thật sự không biết rõ về ông ấy lắm". Sater sinh năm 1966 tại Nga và tới Mỹ cùng gia đình năm lên 8, sau đó hình thành mối quan hệ với các thành viên của băng đảng tội phạm Bonanno và Genovese. Ông làm việc với Trump trong ít nhất 4 dự án bao gồm Trump SoHo, Trump International Hotel & Residence Phoenix (về sau thất bại), Trump International Hotel & Residence Ft. Lauderdale (về sau thất bại giữa các cáo buộc lừa đảo) và một dự án cao ốc chưa thực hiện tại Denver. Sater từng đi công tác với Trump tới Denver và cũng từng được phỏng vấn cùng Trump bởi The Rocky Mountain News năm 2005 trong quá trình phục vụ dự án này. Alan Garten, luật sư cấp cao của Trump, nói rằng Sater "có rất nhiều mối làm ăn" và từng làm việc với Trump trong việc tìm kiếm các bất động sản xa xỉ cao cấp, nhưng chưa bao giờ là nhân viên chính thức và cũng chưa bao giờ ký kết hợp đồng nào cho Trump trong suốt 6 tháng làm ăn ngoài hợp đồng vào năm 2010. "Nếu ông Sater đủ tư cách làm việc với chính quyền", viện dẫn thỏa thuận hợp tác nhằm giữ kín cáo trạng phạm pháp của Sater trước thẩm tra công khai trong vòng 14 năm, "thì tôi thấy không có lý do gì ông ấy không đủ tư cách làm việc với ông Trump".

### Những khoản đóng góp cho chiến dịch tranh cử
Theo một báo cáo của bang New York, Trump đã "lách luật" hạn mức đóng góp cá nhân và doanh nghiệp cho chiến dịch tranh cử vào những năm 1980 bằng việc quyên góp tiền cho các ứng viên từ 18 công ty con khác nhau, thay vì đóng góp chủ yếu dưới tên mình. Trump nói với các điều tra viên rằng ông nghe theo lời khuyên của các luật sư và không phải để cầu cạnh các ứng viên thân thiết với doanh nghiệp, mà là đáp ứng những yêu cầu từ bạn bè.

### Truy tố hình sự
Ngày 04 tháng 04 năm 2023 cựu tổng thống Donald Trump bị truy tố hình sự với tổng cộng 34 tôi danh cáo buộc ông và những người khác vi phạm quy định bầu cử khi tìm cách ngăn chặn việc xuất bản thông tin tiêu cực về ông trước thềm cuộc bầu cử Tổng thống Mỹ năm 2016
Ngày 30 tháng 5 năm 2024 ông bị Tòa án tối cao bang New York kết tội hình sự với 34 cáo buộc làm giả hồ sơ để che giấu việc chi tiền bịt miệng diễn viên phim người lớn Stormy Daniels.

## Danh hiệu và giải thưởng
- Gaming Hall of Fame (năm 1995)[648]
- NY Ride of Fame (năm 2010)[649]
- Trump đã được trao tặng bằng Tiến sĩ Danh dự về Quản trị Kinh doanh (Hon. D.B.A) vào năm 2010 bởi Đại học Robert Gordon.[650] Tuy nhiên, trường quyết định rút lại tấm bằng vào ngày 9 tháng 12 năm 2015 vì Trump đã có "những bình luận đi ngược lại giá trị và bản sắc của trường".[651]
- Tháng 2 năm 2016 Trump đã được đề cử bởi 'một chính trị gia giấu tên người Mỹ' cho Giải Nobel Hòa bình, vì "lý tưởng hòa bình nhờ sức mạnh mãnh liệt" của ông.[652][653][654]
- Bằng Tiến sĩ Danh dự về Kinh doanh (Hon. D.B.) cấp năm 2012 của Đại học Liberty.[655]
- WWE Hall of Fame (năm 2013)
- Ngôi sao trên Đại lộ Danh vọng Hollywood
- Chính khách của năm, Đảng Cộng hòa Sarasota năm 2012[656][657]
- Giải thưởng Tự do, trao năm 2015 tại Algemeiner Jewish 100 Gala vì những đóng góp tích cực của ông cho mối quan hệ Israel–Hoa Kỳ.[658] Trump nói rằng: "Tôi có rất nhiều bạn ở Israel".[659]
- Key to the City tại Doral, Florida, 2015[660][661]
- Giải thưởng Lãnh đạo của Ban Chỉ huy Thủy quân Lục chiến, 2015, Ban Điều tra Tội phạm Thủy quân Lục chiến Hoa Kỳ.[662]
- New Jersey Boxing Hall of Fame (trao tặng ngày 12 tháng 11 năm 2015)[663]
- Nhân vật của năm 2016 do tạp chí Time bình chọn. Việc Time chọn ông Trump là nhân vật của năm không đồng nghĩa với việc tờ báo này "có cảm tình" với tân Tổng thống Mỹ. Bằng chứng là bên cạnh hình ông, Time chơi chữ khi viết tựa: "Donald Trump: President of the Divided States of America". "united" có nghĩa liên hiệp, thống nhất, đoàn kết trái với "divided" là phân hóa, chia rẽ. Ngoài ra, Cộng đồng người sử dụng Twitter nhận ra là chữ M của TIME nằm ngay trên đầu ông Trump có vẻ như "hai cái sừng của ác quỷ". Tạp chí Time nhanh chóng phủ nhận có sự cố ý như thế.[664]

## Sách đã phát hành
- Trump: The Art of the Deal (Trump: Nghệ thuật đàm phán) (1987), ISBN 978-0-345-47917-4
- Trump: Surviving at the Top (Trump: Sinh tồn trên đỉnh cao) (1990), ISBN 978-0-394-57597-1
- Trump: The Art of Survival (Trump: Nghệ thuật sinh tồn) (1991), ISBN 978-0-446-36209-2
- Trump: The Art of the Comeback (Trump: Nghệ thuật lội ngược dòng) (1997), đồng tác giả Kate Bohner, ISBN 978-0-8129-2964-5
- The America We Deserve (Nước Mỹ mà chúng ta đáng được hưởng) (2000), với Dave Shiflett, ISBN 1-58063-131-2
- Trump: How to Get Rich (Trump: Học cách làm giàu) (2004), ISBN 978-0-345-48103-0
- The Way to the Top: The Best Business Advice I Ever Received (Con đường tới đỉnh cao: Lời khuyên kinh doanh tốt nhất mà tôi từng được nghe) (2004), ISBN 978-1-4000-5016-1
- Trump: Think Like a Billionaire: Everything You Need to Know About Success, Real Estate, and Life (Trump: Nghĩ như tỷ phú: Mọi điều bạn cần biết về thành công, bất động sản và cuộc sống) (2004), ISBN 978-0-345-48140-5
- Trump: The Best Golf Advice I Ever Received (Trump: Lời khuyên về golf tốt nhất mà tôi từng được nghe) (2005), ISBN 978-0-307-20999-3
- Why We Want You to be Rich: Two Men – One Message (Lý do làm giàu: Hai người – Một thông điệp) (2006), đồng tác giả Robert Kiyosaki, ISBN 978-1-933914-02-2
- Think Big and Kick Ass in Business and Life (Nghĩ lớn và thành công trong công việc và cuộc sống) (2007), đồng tác giả Bill Zanker, ISBN 978-0-06-154783-6
- Trump: The Best Real Estate Advice I Ever Received: 100 Top Experts Share Their Strategies (Trump: Lời khuyên về bất động sản tốt nhất mà tôi từng được nghe: 100 chuyên gia hàng đầu chia sẻ chiến lược của họ) (2007), ISBN 978-1-4016-0255-0
- Trump 101: The Way to Success (Trump 101: Con đường thành công) (2007), ISBN 978-0-470-04710-1
- Trump Never Give Up: How I Turned My Biggest Challenges into Success (Trump không bao giờ bỏ cuộc: Cách tôi biến các thách thức lớn nhất thành thành công) (2008), ISBN 978-0-470-19084-5
- Think Like a Champion: An Informal Education in Business and Life' (Nghĩ như Nhà vô địch: Một bài học không chính thức về kinh doanh và cuộc sống) ' (2009), ISBN 978-0-7624-3856-3
- Midas Touch: Why Some Entrepreneurs Get Rich—and Why Most Don't (Bàn tay của Midas: Lý do một số doanh nhân thì giàu – và phần lớn thì không) (2011), đồng tác giả Robert T. Kiyosaki, ISBN 978-1-61268-095-8
- Time to Get Tough: Making America No. 1 Again (Đã đến lúc phải cứng rắn: Đưa Hoa Kỳ trở lại top 1 (2011), ISBN 978-1-59698-773-9
- Crippled America: How to Make America Great Again (Nước Mỹ tật nguyền: Làm sao để chấn hưng nước Mỹ (2015), ISBN 978-1-5011-3796-9